# Hệ thống điện khí hóa đường sắt

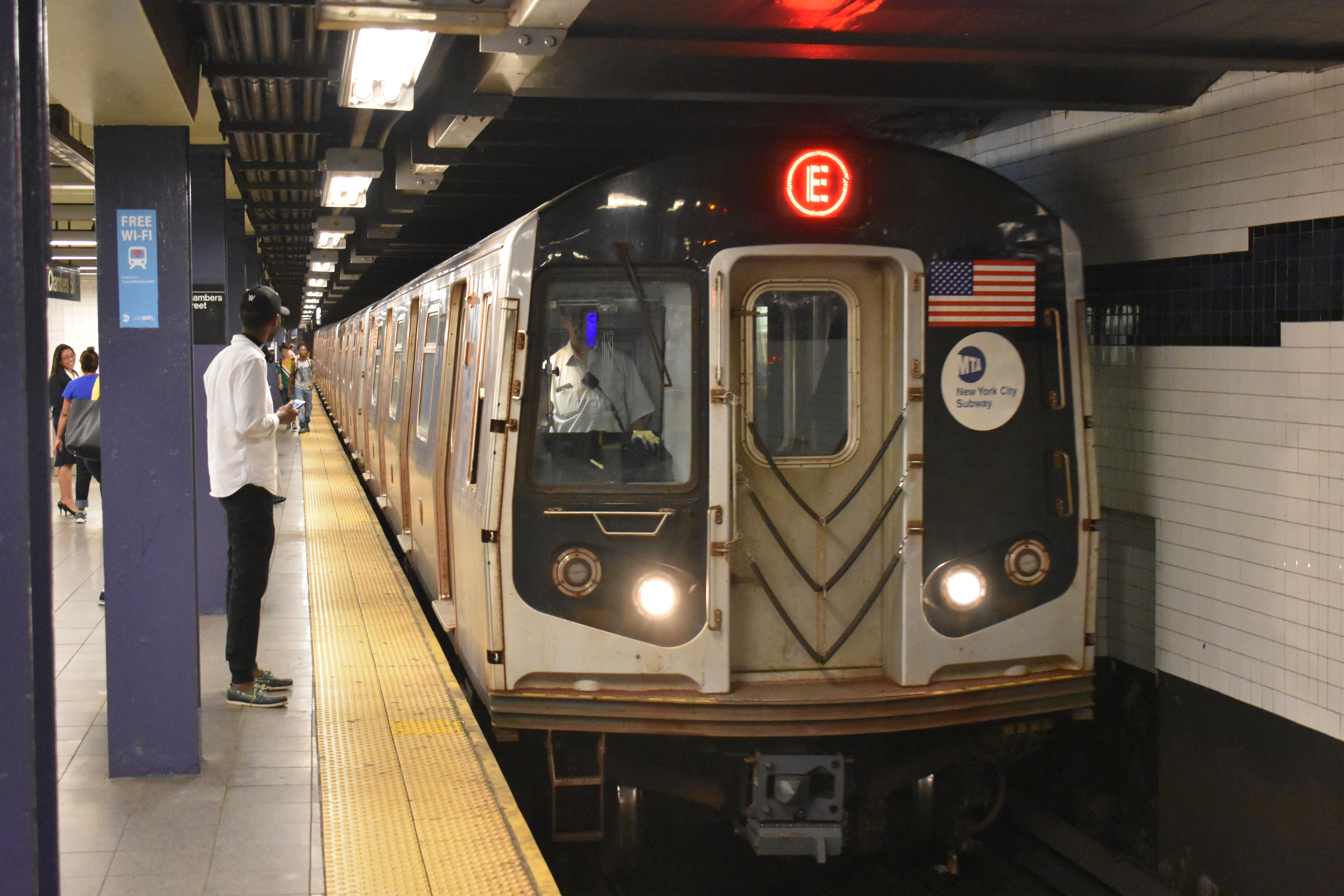
Hệ thống Tàu điện ngầm thành phố New York là hệ thống tàu điện ngầm vận hành độc lập lớn nhất trên thế giới tính theo số lượng nhà ga mà nó phục vụ, sử dụng hàng trăm dặm đường sắt được điện khí hóa

Hệ thống điện khí hóa đường sắt cung cấp năng lượng dưới dạng điện cho các đoàn tàu đường sắt hay các xe điện mà không cần một đầu máy xe lửa cung cấp sức kéo hoặc một nguồn nhiên liệu trên tàu. 
Điện khí hóa đường sắt sử dụng một đầu máy tàu điện kéo theo các toa chở khách hoặc chở hàng hoặc các tàu điện động lực phân tán, toa chở khách được trang bị động cơ điện riêng trên các toa. 
Dòng điện thường được sinh ra từ nhà máy công suất lớn, hiệu năng cao, tiếp tục được truyền đến mạng lưới đường sắt và phân bố cho các đoàn tàu. Một số tuyến đường sắt điện khí hóa có các trạm phát điện riêng và các đường dây điện trên cao nhưng hầu hết thường mua từ một công ty điện lực. Đường sắt sẽ bao gồm luôn cả các hệ thống điện phụ trợ, chuyển mạch điện, biến áp...
Năng lượng cung cấp để vận hành đoàn tàu là một nguồn dẫn (gần như) liên tục chạy song hành với đường ray và thuộc một trong hai dạng: đường dây trên cao treo bởi hệ thống cột hoặc tháp dọc theo đường ray hoặc gắn với các kết cấu đường sắt khác hoặc trần của con hầm (mà tàu điện đi vào) hoặc một ray thứ ba đi dọc theo đường ray, tàu điện sẽ lấy điện bằng một thanh truyền gọi là chân tiếp xúc. Cả hệ thống đường dây trên cao và ray thứ ba thường là cực dương và sử dụng đường ray chạy tàu làm cực âm nhưng cũng có hệ thống khác hệ thống ray thứ tư phân tách sử dụng một đường ray riêng làm cực âm.
So sánh với phương thức cấp năng lượng khác như đầu máy diesel, việc điện khí hóa cung cấp một nguồn năng lượng ổn định hơn, giảm được khí thải và đòi hỏi chi phí vận hành thấp hơn.
Các đầu máy tàu điện cũng thường gây ồn ít hơn, mạnh hơn, đáp ứng nhanh và đáng tin cậy hơn diesel. 
Chúng cũng không có các nguồn phát khí thải, một lợi thế quan trọng khi hoạt động trong các hầm hay khu vực dân cư. 
Một vài hệ thống tàu còn có phanh tái sinh có thể chuyển động năng ngược trở lại thành điện để lưu trữ hoặc truyền ngược lên hệ thống điện lưới. 
Trong khi đầu máy diesel đốt dầu mỏ, điện sử dụng cho đầu máy điện lại có thể được tạo ra từ các nguồn khác nhau bao gồm cả năng lượng tái tạo.
Các nhược điểm của điện khí hóa là chi phí cao khi xây dựng và có thể không có hiệu quả kinh tế trên các tuyến đường sắt hoạt động thưa thớt; tương đối thiếu linh hoạt - do các tàu điện phải cần các hệ thống đường sắt được điện khí hóa, rủi ro khi mất điện... 
Các vùng miền khác nhau sẽ sử dụng các nguồn cung điện khác nhau về hiệu điện thế hay tần số, sự phức tạp này đòi hỏi các đầu máy tàu điện phải chuẩn bị thích ứng với nhiều kiểu nguồn điện khác nhau nếu muốn mở rộng phạm vi hoạt động hoặc thương mại. 
Khoảng cách an toàn cần thiết giữa dây điện trên cao với các toa cũng có thể làm giảm hiệu quả với hình thức vận tải container xếp chồng.
Điện khí hóa đường sắt liên tục tăng trong những thập kỷ qua, và vào năm 2012, đường sắt được điện khí hóa đã chiếm tỉ lệ một phần ba tổng chiều dài đường sắt toàn cầu.

## Phân loại

Hệ thống điện khí hóa ở Châu Âu:
Không được điện khí hóa
750 V DC
1.5 kV DC
3 kV DC
15 kV AC
25 kV AC
Các tuyến cao tốc ở Pháp, Tây Ban Nha, Italy, Anh, Hà Lan, Bỉ và Thổ Nhĩ Kỳ sử dụng dòng 25 kV, giống như các hệ thống trong Liên Xô cũ.

Hệ thống điện khí hóa được phân loại bởi ba thông số chính:
- Hiệu điện thế
- Dòng điện
  - Điện một chiều (DC)
  - Điện xoay chiều (AC)
    - Tần số
- Hệ thống tiếp xúc
  - Ray thứ ba
  - Ray thứ tư
  - Đường dây trên cao (Overhead catenary)
    - Đường dây trên cao kèm động cơ tuyến tính

  - Hệ thống ray thứ tư
  - Hệ thống ray thứ năm

Việc lựa chọn ứng dụng hệ thống nào sẽ phụ thuộc vào kinh tế và nguồn điện cung cấp, chi phí xây dựng và bảo trì so sánh với doanh thu mang lại sau khi hoạt động. Các vùng đô thị hoặc địa phương khác nhau có thể dùng các hệ thống khác nhau hoặc các đầu máy tàu điện cũng có thể được thiết kế để đáp ứng được nhiều dạng điện thế mà nó chạy qua.

### Điện áp tiêu chuẩn
Sáu trong số các điện áp được sử dụng phổ biến nhất đã được chọn làm tiêu chuẩn châu Âu và Quốc tế. Việc này độc lập với hệ thống lấy điện của các tuyến tàu, ví dụ, Điện một chiều 750 V được sử dụng nhưng có thể tùy chọn hệ thống ray thứ ba hoặc đường dây trên cao.
Có rất nhiều các loại điện áp khác được sử dụng để điện khí hóa đường sắt, xem thêm danh sách hệ thống điện khí hóa đường sắt bao gồm hệ thống tiêu chuẩn và hệ thống địa phương trên toàn thế giới.
Phạm vi cho phép của điện áp được ghi trong các tiêu chuẩn BS EN 50163 và IEC 60850..
| Hệ thống điện khí hóa                                                 | Hiệu điện thế        | Hiệu điện thế          | Hiệu điện thế | Hiệu điện thế     | Hiệu điện thế       |
| Hệ thống điện khí hóa                                                 | Tối thiểu (tức thời) | Tối thiểu (trung bình) | Bình thường   | Tối đa (tức thời) | Tối đa (trung bình) |
| --------------------------------------------------------------------- | -------------------- | ---------------------- | ------------- | ----------------- | ------------------- |
| 600 V DC                                                              | 400 V                | 400 V                  | 600 V         | 720 V             | 800 V               |
| 750 V DC                                                              | 500 V                | 500 V                  | 750 V         | 900 V             | 1.000 V             |
| 1.500 V DC                                                            | 1.000 V              | 1.000 V                | 1.500 V       | 1.800 V           | 1.950 V             |
| 3 kV DC                                                               | 2 kV                 | 2 kV                   | 3 kV          | 3,6 kV            | 3,9 kV              |
| 15 kV AC, 16,7 Hz                                                     | 11 kV                | 12 kV                  | 15 kV         | 17,25 kV          | 18 kV               |
| 25 kV AC, 50 Hz (tiêu chuẩn EN 50163) và 60 Hz (tiêu chuẩn IEC 60850) | 17,5 kV              | 19 kV                  | 25 kV         | 27,5 kV           | 29 kV               |

## Điện một chiều

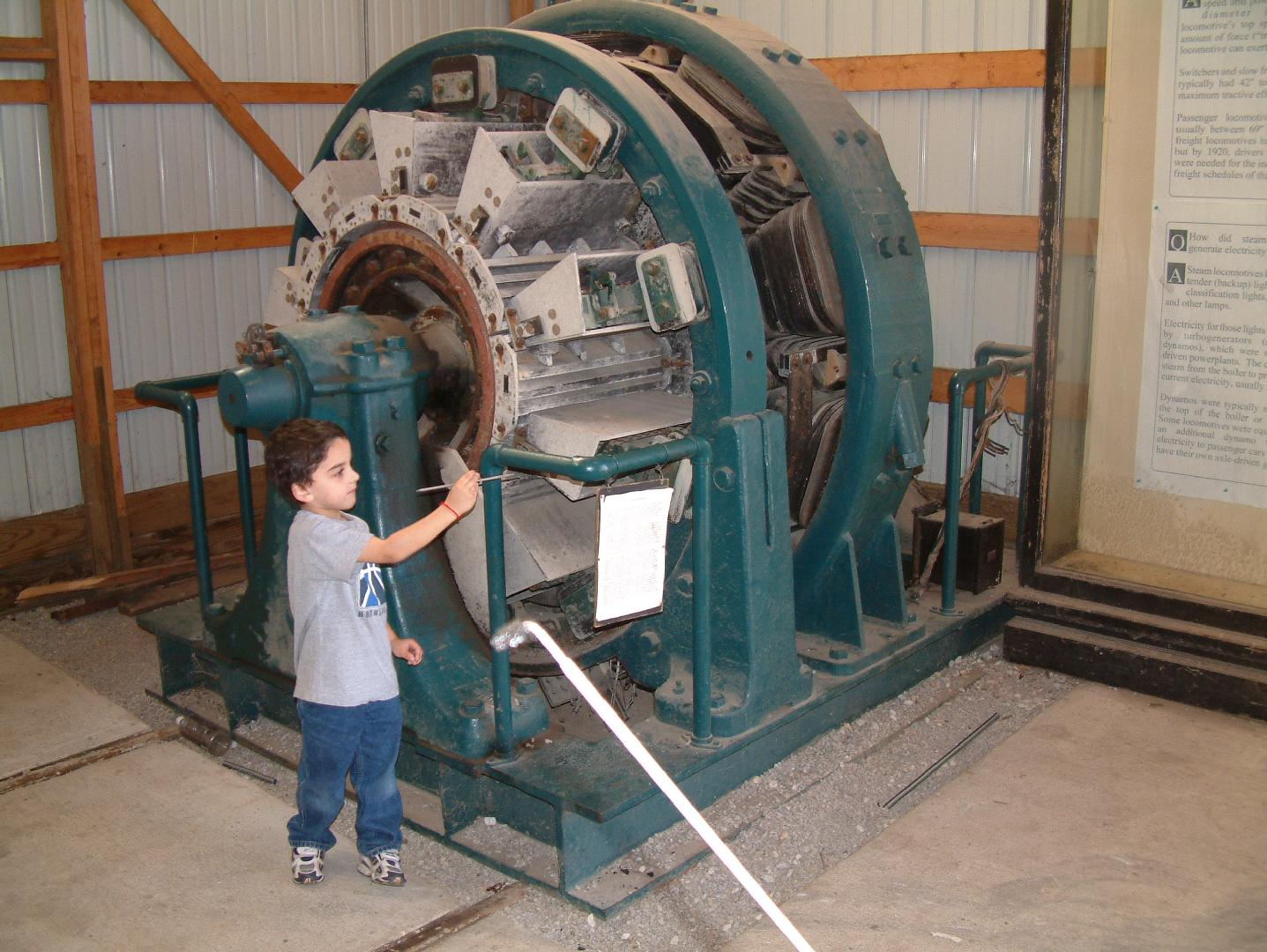
Thiết bị chuyển đổi quay (rotary converter) đường sắt trong Bảo tàng đường sắt Illinois

Vận tốc của tàu điện rất đa dạng trên các tuyến và loại hình vận tải khác nhau. Cho đến giữa nhưng năm 50 của thế kỉ 20, đa phần đều chỉ sử dụng động cơ điện một chiều chổi than, mặc dù có thể chuyển đổi từ điện xoay chiều trên điện lưới thành điện một chiều sử dụng các bộ chuyển đổi điện. Nhưng do các thiết bị chuyển đổi này chưa được hoàn thiện dù xuất hiện từ cuối thế kỉ 19 - đầu thế kỉ 20, nên đa phần các hệ thống điện khí hóa ban đầu (và cả hiện nay) đều sử dụng điện một chiều, đặc biệt là tàu điện ngầm (subway) và xe điện. Tốc độ chạy tàu được kiểm soát bởi việc kết nối các động cơ kéo (traction motor) bằng nhiều cách kết hợp hoặc song song như, thay đổi từ trường của động cơ, hay tăng / giảm điện trở để giới hạn dòng điện qua động cơ.
Các Motor điện có rất ít không gian để cách điện do đó chúng thường hoạt động với hiệu điện thế thấp. Bởi vì máy biến áp (trước khi phát triển các thiết bị điện tử công suất) không thể giảm hiệu điện thế của điện một chiều nên các tàu thường sử dụng điện thế thấp từ mạng lưới một cách trực tiếp. Các hiệu điện thế một chiều phổ biến đã được liệt kê ở phần phía trên. Các hệ thống ray thứ ba (và tư) thường sử dụng điện áp dưới 1 kV vì mục đích an toàn trong khi hệ thống dây trên cao sử dụng điện áp cao hơn nhằm đảm bảo vệ hiệu năng. (Điện áp "thấp" chỉ mang tính chất tương đôi; ngay cả với điện áp 600 V cũng có thể gây chết người ngay tức thì nếu chạm vào.)
Cho đến khi xuất hiện thiết bị sử dụng điện xoay chiều, Đường sắt dùng điện một chiều sử dụng các trạm chuyển đổi để cung cấp nguồn điện áp thấp (thường từ 3000 vôn trở xuống). Thông thường chúng sử dụng các thiết bị chuyển đổi quay (rotary converter), một số trong đó vẫn đang hoạt động cho tới ngày nay, nhưng hầu hết được thay thế bởi bộ chỉnh lưu hồ quang thủy ngân (mercury arc rectifier) và tiếp sau đó là các chỉnh lưu bán dẫn.
Bởi vì công suất bằng với điện áp nhân cường độ dòng điện, điện áp tương đôi thấp trong hệ thống điện một chiều đồng nghĩa với dòng sẽ tương đối cao. Nếu nguồn điện từ mạng lưới được dẫn thẳng vào các mô tơ điện, muốn giảm lãng phí do điện trở đường dây (resistive losses), đòi hỏi phải xây dựng dây tải điện có tiết diện lớn, khoảng cách giữa các trạm tăng cấp điện với tàu và giữa các trạm cấp điện với nhau phải ngắn. Khoảng cách này đối với hệ thống ray thứ ba dùng điện áp 750 V là khoảng 2,5 km (1,6 mi). Tương tự đối với 3 kV là khoảng 7,5 km (4,7 mi) phải có một trạm tăng áp.
Bởi những lí do trên, các dự án đường sắt cao tốc thế hệ mới thường sử dụng điện xoay chiều cao thế ngay khi điều kiện cho phép. Tuy nhiên, cũng đã có sự quan tâm của các bên vận hành đường sắt trong việc quay trở lại sử dụng điện một chiều nhưng có điện áp cao hơn so với trước đây. Ở cùng hiệu điện thế, điện một chiều thường có ít tổn hao hơn điện xoay chiều, và vì lí do này điện một chiều cao áp vẫn đang được sử dụng cho một số đường tải điện. Điện một chiều cũng không tiềm ẩn các bức xạ điện từ nguy hiểm như của điện xoay chiều, và với đường sắt, điều này cũng giảm ảnh hưởng gây nhiễu tín hiệu, truyền thông và ảnh hưởng tới con người. Điện một chiều cũng không gặp vấn đề hệ số công suất (cos φ) như điện xoay chiều. Đặc biệt, điện một chiều có thể cung cấp cho hệ thống đường sắt một dòng điện ổn định chỉ sử dụng một dây nối đất trong khi với điện xoay chiều sẽ cần truyền tải 3 pha sẽ cần ít nhất 2 dây nối đất. Ngoài ra điện 3 pha cũng phải lưu tâm tới việc các pha không cân bằng. Sự không cân bằng pha làm cho các mô tơ 3 pha chạy ở các nhiệt độ cao hơn so với các giá trị định mức. Sự mất cân bằng pha càng lớn, thì sự tăng nhiệt độ càng lớn hơn. Các nhiệt độ cao này làm hư lớp cách điện và gây nên các vấn đề liên quan khác. Để tránh xảy ra hiện tượng này khi tàu đi qua các vùng sử dụng dòng điện khác nhau (lệch pha), các tàu điện thường sử dụng ít nhất 2 que thu điện cùng một lúc. Có một vài tuyến đường sắt ứng dụng điện 3 pha nhưng bởi tính chất phức tạp do đó điện 1 pha gần như đã trở thành tiêu chuẩn (mặc dù dòng điện về 0 trong mỗi chu kỳ). Một ví dụ hiếm trong số tuyến đường sắt một chiều cao thế là Tuyến đường sắt một chiều 6 kV đã được xây dựng ở Liên Xô.
Sự sẵn có ngày càng tăng của các chất bán dẫn cao áp có thể cho phép sử dụng điện 1 chiều với điện áp cao hơn và hiệu quả hơn mà trước đây chỉ có thực hiện được với điện xoay chiều.
Một vài đầu máy đường sắt điện một chiều sử dụng các động cơ điện ở dạng "biến áp hạ cấp" để cùng cấp thêm điện áp cho các thiết bị khác trên tàu như đèn, quạt và các máy nén khí nhưng thường thì chúng không hiệu quả, ồn và không đáng tin cậy. Sau này các bộ chuyển đổi rắn đã thay thế chúng. Các đầu máy xe lửa hiện đại ngày nay (lai diesel-điện hoặc điện) đã gần như thay thế hoàn toàn thế hệ đầu kéo cũ mới một động cơ điện cảm ứng ba pha xoay chiều được điều khiển bởi một biến tần xoay chiều chuyên dụng.

### Hệ thống đường dây trên cao

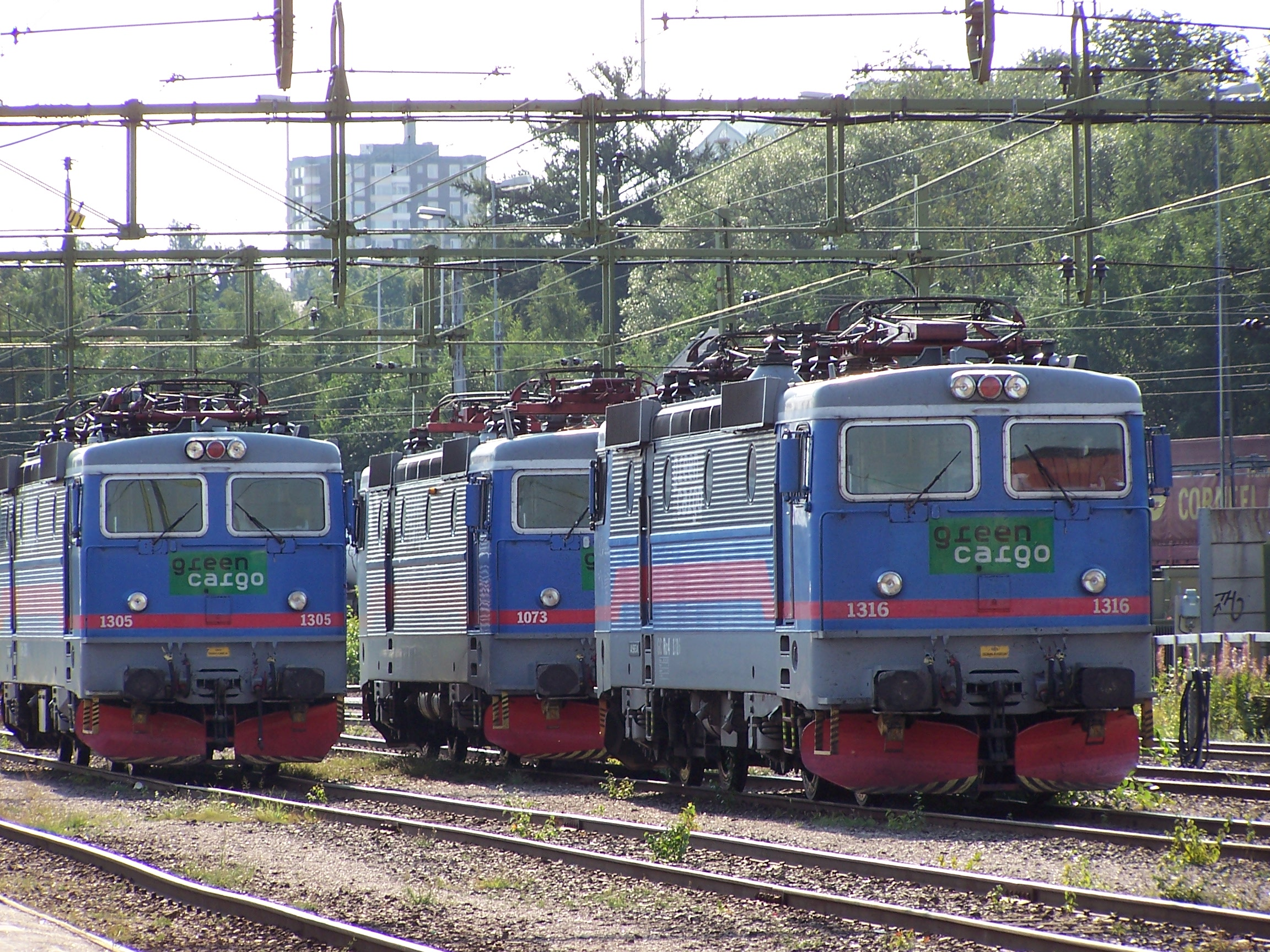
Các đầu máy điện nằm bên dưới hệ thống đường dây trên cao ở Thụy Điển

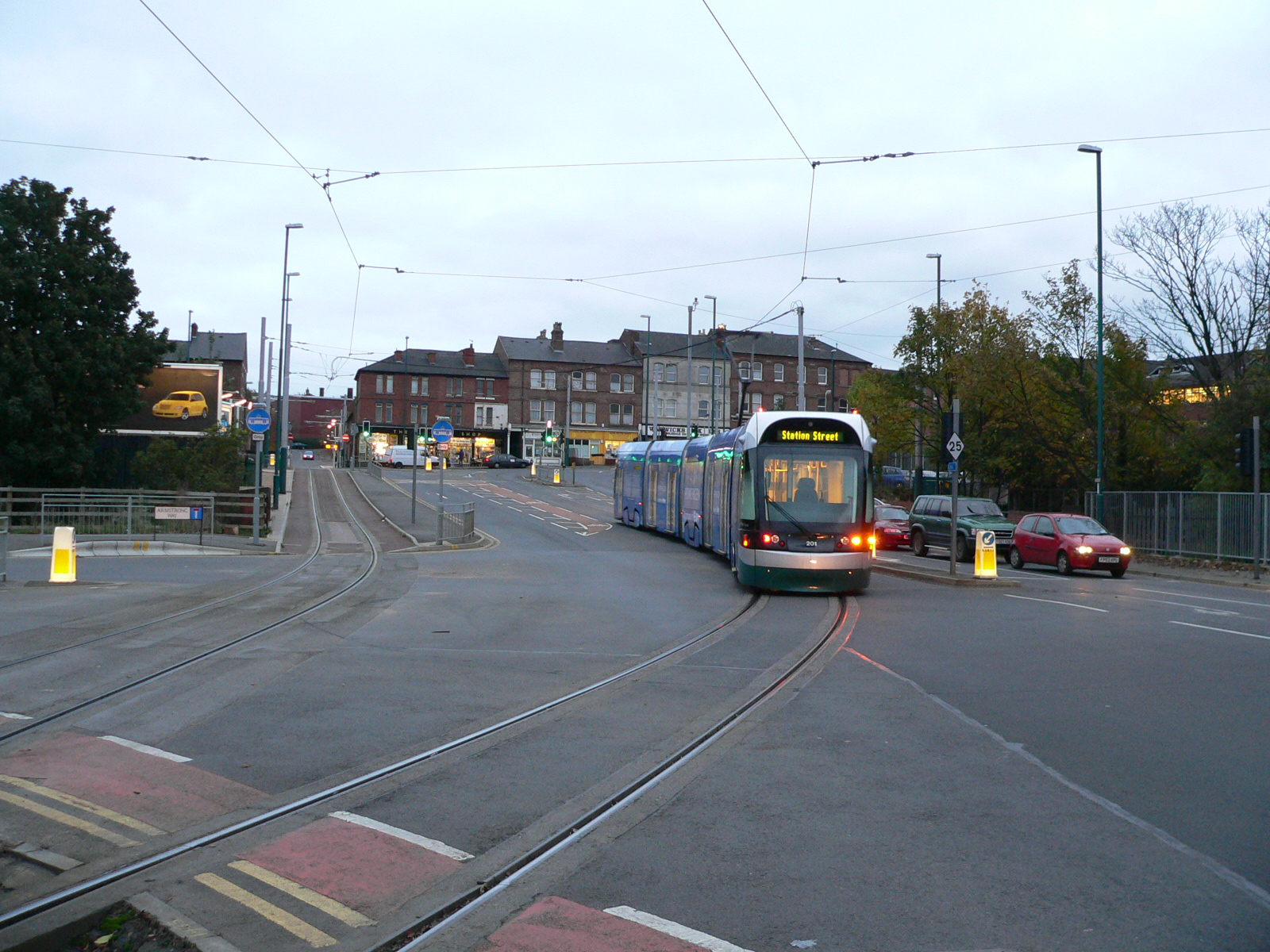
Tuyến Nottingham Express Transit ở Anh sử dụng hệ thống dây trên cao một chiều 750 V, cùng giống với hầu hết các hệ thống xe điện hiện đại.

Điện một chiều 1.500 V được sử dụng ở Nhật Bản, Indonesia, Hong Kong (một phần), Cộng hòa Ireland, Australia (một phần), Pháp (song hành cùng 25 kV 50 Hz AC), New Zealand (Wellington), Singapore (trên North East MRT Line), Hoa Kỳ (khu vực Chicago trên tuyến Metra Electric và tuyến xe điện trên phố (interurban) South Shore Line và ở Seattle, Washington – các tuyến đường sắt hạng nhẹ Sound Transit). Ở Slovakia, có 2 tuyến đường sắt khổ hẹp ở High Tatras (một trong số đó là tuyến đường sắt có răng để leo dốc). Ở Hà Lan được sử dụng trên tuyến đường sắt chính, song hành với hệ thống 25 kV trên tuyến HSL-Zuid và Betuwelijn, ngoài ra có hệ thống 3000 V ở phía Nam ở Maastricht. Ở Bồ Đào Nha, được sử dụng trên Tuyến Cascais và ở Đan Mạch trên tuyến đường sắt ngầm S-train (điện một chiều 1650 V).
Ở Anh, điện một chiều 1.500 V DC được sử dụng từ năm 1954 cho tuyến Woodhead trans-Pennine (nay đã dừng hoạt động); hệ thống này sử dụng phanh tái sinh, cho phép chuyển đổi năng lượng giữa việc lên và đổ dốc trong các đường hầm. Hệ thống tương tự cũng được sử dụng cho việc điện khí hóa đường sắt ở Đông London và Manchester, ngày nay đã chuyển sang điện xoay chiều 25 kV. Hệ thống hiện tại giờ chỉ còn được sử dụng cho hệ thống Tyne and Wear Metro. Ở Ấn Độ, điện một chiều 1.500 V lần đầu tiên được áp dụng vào điện khí hóa đường sắt năm 1925 ở khu vực Mumbai. Giữa các năm 2012-2016, hệ thống điện khí hóa được chuyển đổi thành 25 kV 50 Hz AC, cái mà sau này được áp dụng thống nhất toàn quốc.
Điện một chiều 3 kV được sử dụng tại Bỉ, Italy, Tây Ban Nha, Ba Lan, phía Bắc của Cộng hòa Séc, Slovakia, Slovenia, Nam Phi, Chile, các nước thuộc Liên Xô cũ (ngoài ra cũng sử dụng 25 kV 50 Hz AC) và Hà Lan (từ phía Nam của thành phố Maastricht tới biên giới với Bỉ. Nó cũng được sử dụng trước đây cho tuyến Milwaukee Road từ Harlowton, Montana cho tới Seattle-Tacoma, băng qua Continental Divide và bao gồm cả các tuyến nhánh và tuyến vòng mở rộng ở Montana, và cho tuyến Delaware, Lackawanna & Western Railroad (nay là New Jersey Transit, đã chuyển đổi sang dùng điện xoay chiều 25 kV) ở Mỹ, và tuyến Kolkata suburban railway (Tuyến Chính Bardhaman) ở Ấn Độ, trước khi bị chuyển đổi sang 25 kV 50 Hz AC.
Các loại điện một chiều từ 600 V tới 800 V được sử dụng cho hầu hết các hệ thống xe điện tramway (streetcars), trolleybus và hệ thống tàu điện ngầm (subway).

#### Hệ thống đường dây trên cao kết hợp động cơ tuyến tính
Xem overhead systems with linear motor

### Ray thứ ba

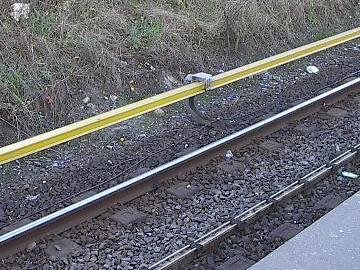
Một hệ thống ray thứ ba tiếp xúc dưới của hệ thống Amsterdam Metro, Hà Lan

Đa phần các hệ thống điện khí hóa sử dụng đường dây trên cao, nhưng hệ thống Ray thứ ba là một lựa chọn khác nếu chỉ sử dụng nguồn điện không quá 1.500 V, như trường hợp của tuyến Shenzhen Metro Line 3. Hệ thống này cũng chỉ áp dụng được với điện một chiều. Việc sử dụng điện xoay chiều là không khả thi bởi vì tiết diện của ray thứ ba lớn hơn rất nhiều so với hiệu ứng bề mặt mà dòng xoay chiều truyền qua ray thép thường chỉ dày khoảng 0,3 milimét hay 0,012 inch. Hiệu ứng này làm cho điện trở trên mỗi đơn vị chiều dài rất lớn và hiệu quả truyền điện thấp được so với việc sử dụng điện một chiều. Đường ray thứ ba nhỏ gọn hơn đường dây trên cao và có thể được sử dụng trong các đường hầm có đường kính nhỏ hơn, một yếu tố quan trọng đối với hệ thống tàu điện ngầm.

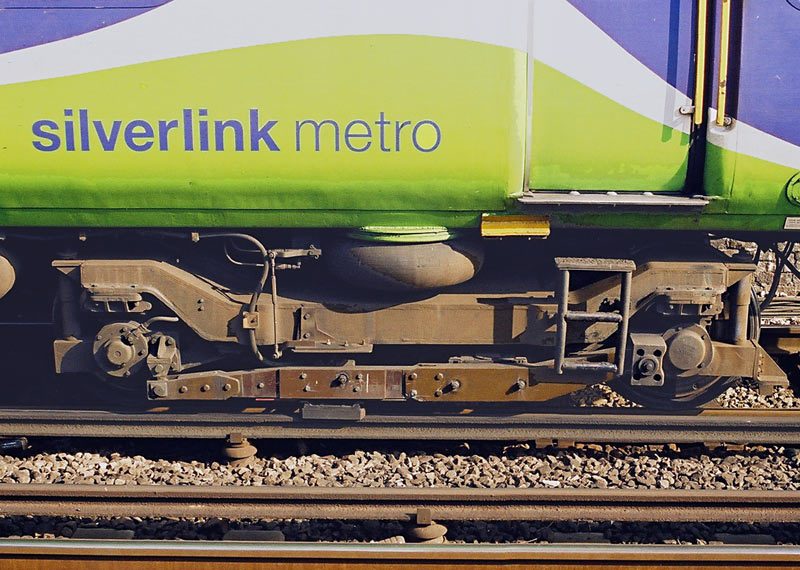
Với kiểu tiếp xúc trên của hệ thống ray thứ ba (và tư), một chân tiếp xúc nằm ở dưới của một thanh dầm gỗ, tiếp xúc như kết cấu xe goòng, trượt theo dọc đường ray cấp điện

Hệ thống ray thứ ba có thể thiết kế cho phép tiếp xúc trên, tiếp xúc bên, hay tiếp xúc dưới. Tiếp xúc trên ít an toàn nhất, vì đường ray trực tiếp tiếp xúc với người đi trên đường ray trừ khi nó được phủ bởi một tấm chắn. Tiếp xúc bên và tiếp xúc dưới an toàn hơn vì bản thân đường ray đã che chắn cho chính nó, khó gây tai nạn giật điện hơn. Đường ray thứ ba dạng tiếp xúc trên mà không có tấm chắn cũng có thể không sử dụng được nếu xảy ra băng, tuyết hay lá rơi.

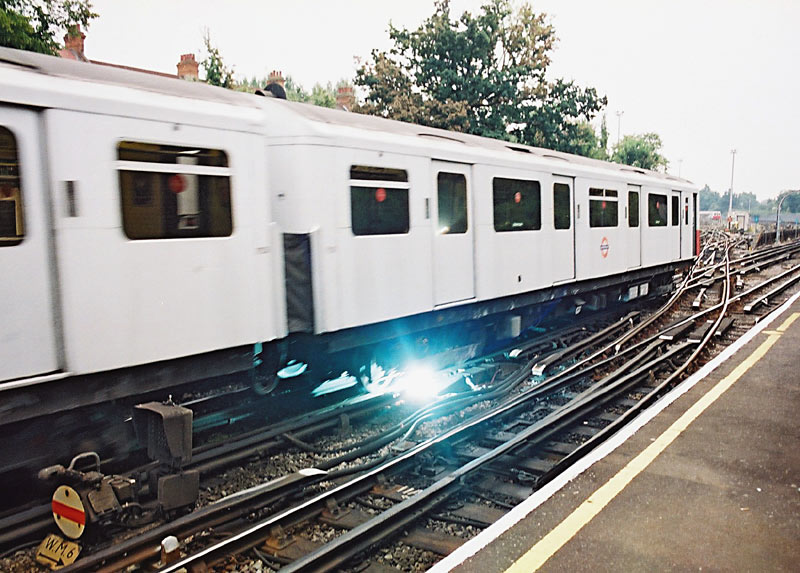
Hiện tượng tóe tia lửa điện như thế này là bình thường và xảy ra khi chân tiếp xúc thu điện của tàu đang chuyển từ đoạn ray cấp điện này sang đoạn ray cấp điện khác

Các hệ thống điện một chiều (đặc biệt là hệ thống ray thứ ba) thường bị giới hạn hiệu điện thế tương đối thấp. Điều này cũng giới hạn kích cỡ và vận tốc của tàu điện, và thậm chí giới hạn cả các tiện ích khác trên tàu, chẳng hạn như điều hòa nhiệt độ. Hiệu điện thế thấp cũng có nghĩa việc truyền tải điện năng đi xa sẽ không hiệu quả và do đó sẽ cần bố trí các máy biến áp dọc theo chiều dài của tuyến đường sắt. Đây là một nhược điểm so với đường dây trên cao và điện xoay chiều cap áp, ngay cả đối với việc sử dụng nội đô. Trên thực tế, vận tốc tối đa của các tàu sử dụng hệ thống ray thứ ba là 100 mph (160 km/h) bởi nếu nhanh hơn vận tốc này việc tiếp xúc giữa chân tiếp xúc và ray cấp điện sẽ không còn được đảm bảo ổn định.
Một vài các xe điện (tram - streetcar) sử dụng hệ thống ống dẫn ray thứ ba. Ray thứ ba cấp điện sẽ nằm dưới mặt đất. Xe điện sẽ lấy điện thông qua một cái "cày" xuống đường điện ở dưới qua một khe hẹp dọc trên đường. Ở Mỹ, đa phần (không phải tất cả) các hệ thống xe điện đường phố trước đây ở Washington, D.C. (đã chấm dứt từ năm 1962) được vận hành theo cách này để tránh việc phải xây dựng hệ thống đường dây trên cao, que lấy điện gây mất thẩm mỹ thành phố. Ở Manhattan cũng được thiết kế tương tự như vậy. Các vết tích còn lại của hệ thống này vẫn còn có thể tìm thấy ở tuyến đường xuống dốc trên lối vào phía Bắc tới nhà ga bị bỏ hoang Kingsway Tramway Subway ở trung tâm London, Anh, nơi có thể nhìn thấy rõ khe giữa các đường ray đang chạy, và ở phố P và Q về phía Tây của Wisconsin Avenue trong khu phố Georgetown ở Washington DC, nơi đường ray bị bỏ hoang vẫn chưa được được lát lại. Những nhược điểm của hệ thống này là có chi phí xây dựng ban đầu lớn, chi phí bảo trì cao, và các vấn đề sẽ xảy ra nếu có lá rụng hay tuyết rơi vào các khe này. Bởi vì lí do này, ở Washington, các xe điện ở một vài tuyến đã được chuyển sang đường dây trên cao khi rời trung tâm thành phố, một người trong đội kỹ thuật ("plough pit") sẽ ngắt "cày" điện ra khỏi tàu trong khi một người khác sẽ nâng que lấy điện (nối giữa nóc tàu) vào hệ thống dây trên cao. Ở New York, cũng vì những lí do tương tự liên quan đến chi phí và hiệu năng vận hành nên đường dây trên cao cũng được sự dụng. Một hệ thống cũng có chuyển giao tương tự từ rãnh dẫn sang dây trên cao cũng được sử dụng cho hệ thống xe điện ở London, đáng chú ý là ở miền nam; điển hình ở Norwood, nơi mà rãnh dẫn điện lách sang một bên từ giữa 2 đường ray chính, nhằm tạo ra chỗ để tách đế lấy điện hoặc "cày" điện tách ra.
Một hướng tiếp cận khác mà không sử dụng đường dây trên cao đó là hệ thống xe điện "thế hệ thứ hai" ở Bordeaux, Pháp (tham gia vào đội tàu và chạy chuyến đầu tiên vào tháng 12 năm 2003; hệ thống ban đầu đã chấm dứt từ năm 1958). Hệ thống này có một ray thứ ba chia ra thành các đoạn, mỗi đoạn có các cảm biến và chỉ cung cấp điện khi có tàu chạy qua, do đó rất an toàn với các phương tiện hay người đi bộ cắt qua đường ray. Hệ thống này cũng đã được áp dụng trong một số phần của hệ thống xe điện mới ở Reims, Pháp (ra mắt năm 2011) và Angers, Pháp (cũng ra mắt năm 2011). Phương án này cũng được xem xét áp dụng tại Dubai, UAE; Barcelona, Tây Ban Nha; Florence, Ý; Marseille, Pháp; Gold Coast, Úc; Washington, D.C., Mỹ; Brasília, Brazil và Tours, Pháp.

### Ray thứ tư

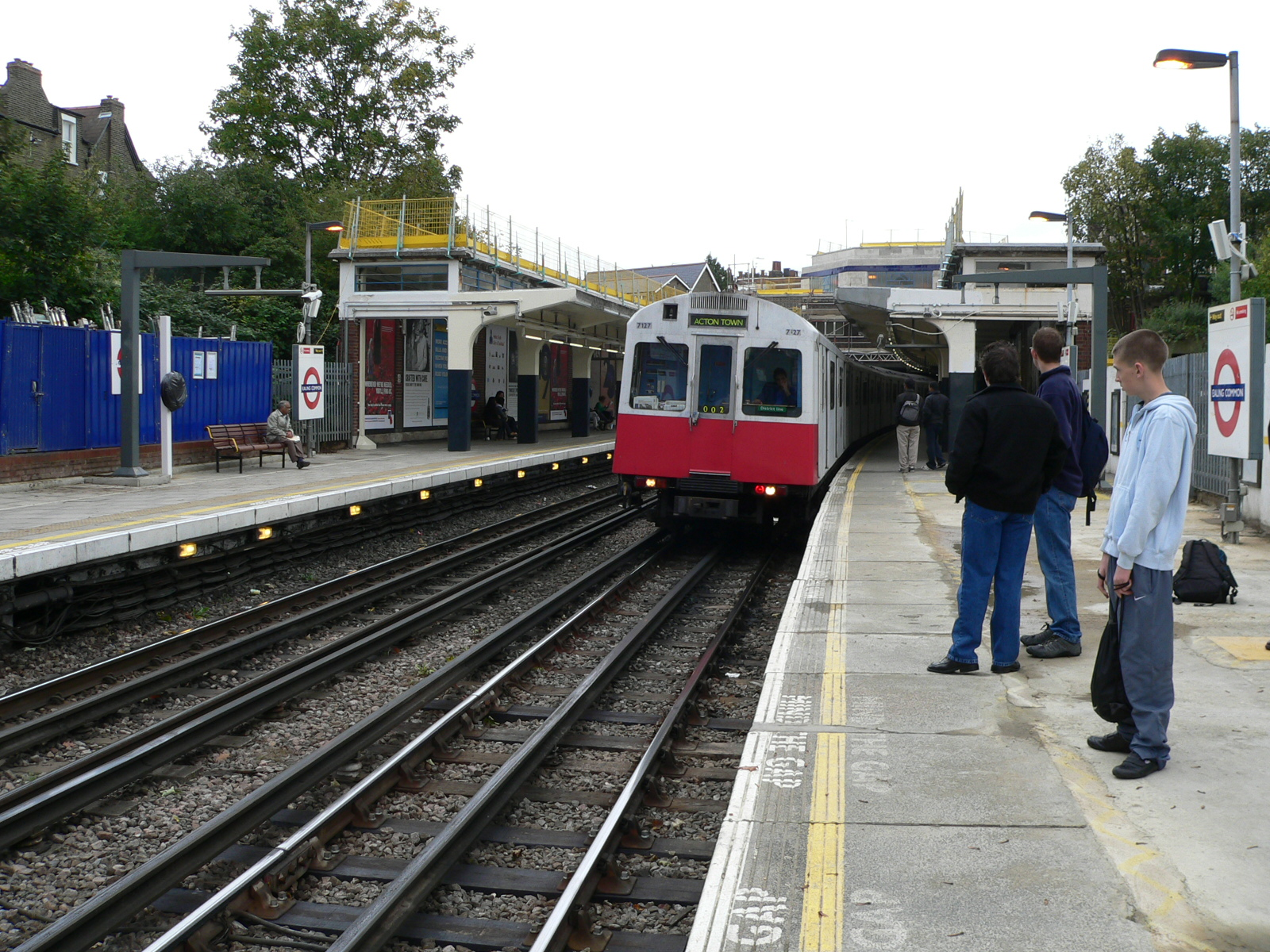
Các đường ray của hệ thống London Underground tại Ealing Common, trên tuyến District line, nhìn thấy được cả ray thứ ba (thứ 4 từ phải sang) và ray thứ (thứ 2 từ phải sang) bên cạnh các ray thông thường (thứ 1 và thứ 3 từ phải sang).

Hệ thống Tàu điện ngầm London ở Anh là một trong số ít các hệ thống sử dụng 4 ray. Ray thứ tư này đóng vai trò làm cực âm, cái mà trong hệ thống ray thứ ba là chính đường ray tàu. Hệ thống tàu điện ngầm London có một ray thứ ba dạng tiếp xúc trên được đặt bên cạnh của các ray chính dùng điện một chiều với hiệu điện thế +420 V, và một ray thứ tư dạng tiếp xúc trên được đặt ở giữa 2 ray chính dùng điện một chiều với hiệu điện thế −210 V DC, do đó tổng hợp lại được một nguồn điện 630 V một chiều cùng cấp cho đoàn tàu. Hệ thống tương tự cũng được áp dụng cho các tuyến tàu điện ngầm thuở ban đầu ở Milan, là line 1 thuộc hệ thống Milan Metro, tuy nhiên các tuyến mới xây dựng gần đây thường sử dụng đường dây trên cao hoặc ray thứ ba.
Ưu điểm chính của hệ thống ray thứ tư đó là cả hai ray chính đều không có dòng điện chạy qua. Phương án này được đưa ra để giải quyết các vấn đề liên quan đến cực âm, bình thường được nối đất bằng các ray chạy tàu, khi tuyến tàu điện có đoạn ngầm được gia cố bằng các tấm sắt chứ không bằng các tấm bê tông (như thông thường). Điều này có thể gây các sự cố hở điện, giật và thậm chí chập điện nếu các đoạn trong đường hầm không được nối dẫn điện với nhau chắc chắn. Ray thứ tư giải quyết được vấn đề này bởi vì cực âm cũng có xu hướng truyền qua các đường ống dẫn bằng kim loại dùng để dẫn nước hoặc ga. Một vài trong số này, đặc biệt là các Tuyến Victorian chính mà có trước hệ thống tàu điện ngầm London, thường không được xây dựng nhằm mục đích dẫn điện và không có liên kết một cách hoàn chỉnh giữa các đoạn ống với nhau. Hệ thống ray thứ tư đã giải quyết vấn đề trên. Mặc dù nguồn cấp điện đã có các điểm nối đất nhân tạo, nhưng hệ thống vẫn có sử dụng thêm các điện trở nhằm đảm bảo dòng điện nối đất nằm trong tiêu chuẩn cho phép. Các ray chỉ cấp điện được đấu nối chắc chắn vào các lớp sứ cách điện nhằm tối thiểu hóa việc rò điện, nhưng điều này là không thể đối với các ray thông thường vì chúng còn phải chịu một trọng lực rất lớn từ tàu hỏa. Tuy nhiên, các miếng cao su đàn hồi được đặt giữa các ray và các thiết bị cách điện đã giải quyết được vấn đề này do đó cách ly đường ray thông thường với dòng điện âm trả về thi thoảng xuất hiện do rò điện.
Ở các đoạn đường ray mà Hệ thống Tàu điện ngầm London dùng chung với hệ thống ray thứ ba National Rail (ở Bakerloo và các tuyến District đều có các đoạn thế này), ray ở giữa cũng được nối và các ray thông thường, nhằm đáp ứng được cả hai loại tàu ray ba và ray tư cùng hoạt động dưới điện áp 660 V. Các tàu điện ngầm đi qua khu vực này đều được thiết kế có hai loại điện trở và các thiết bị điện nhằm phục vụ cả hai hệ thống. Những tuyến đường này ban đầu chỉ được điện khí hóa trên hệ thống bốn đường ray bởi LNWR trước khi các tàu của công ty Đường sắt Quốc gia được thiết kế lại nhằm phục vụ hệ thống ba ray tiêu chuẩn nhằm đơn giản hóa hệ thống tàu điện đưa vào sử dụng.
Các tàu hệ thống ray thứ tư cũng thỉnh thoảng chạy trên hệ thống ray thứ ba. Để hoạt động được, đế tiếp xúc điện ở giữa được nối liền vào hệ thống bánh tàu nhằm lấy điện từ ray. Khi quay trở lại hệ thống ray thứ tư, liên kết này được ngắt đi nhằm tránh tạo ra hiện tượng đoản mạch.

### Động cơ tuyến tính

#### Hệ thống 5 ray

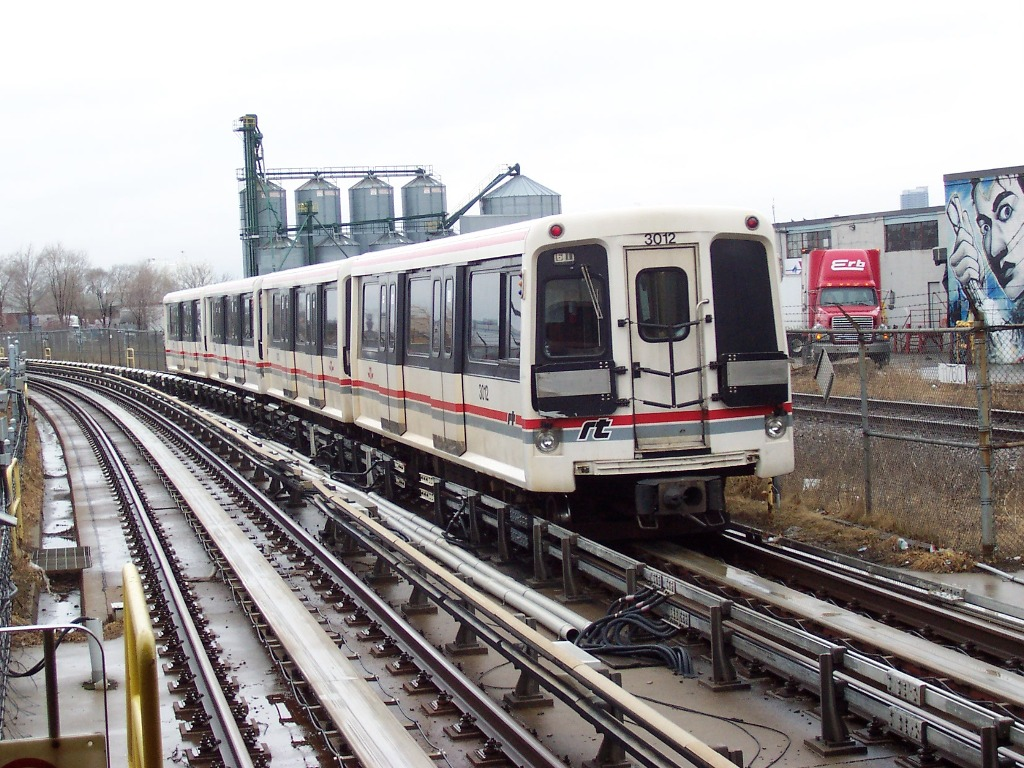
Một tàu S-series (1985–2015) đang rời, hướng tới, ở giữa các ray thông thường là một dải nhôm - cũng chính là ray thứ năm.

Trong trường hợp của Tuyến Scarborough Line 3, hệ thống ray thứ ba và ray thứ tư không nằm ở giữa các ray thông thường, và có một ray thứ năm là một thanh dải nhôm nằm giữa hai ray chính.

### Hệ thống bánh cao su

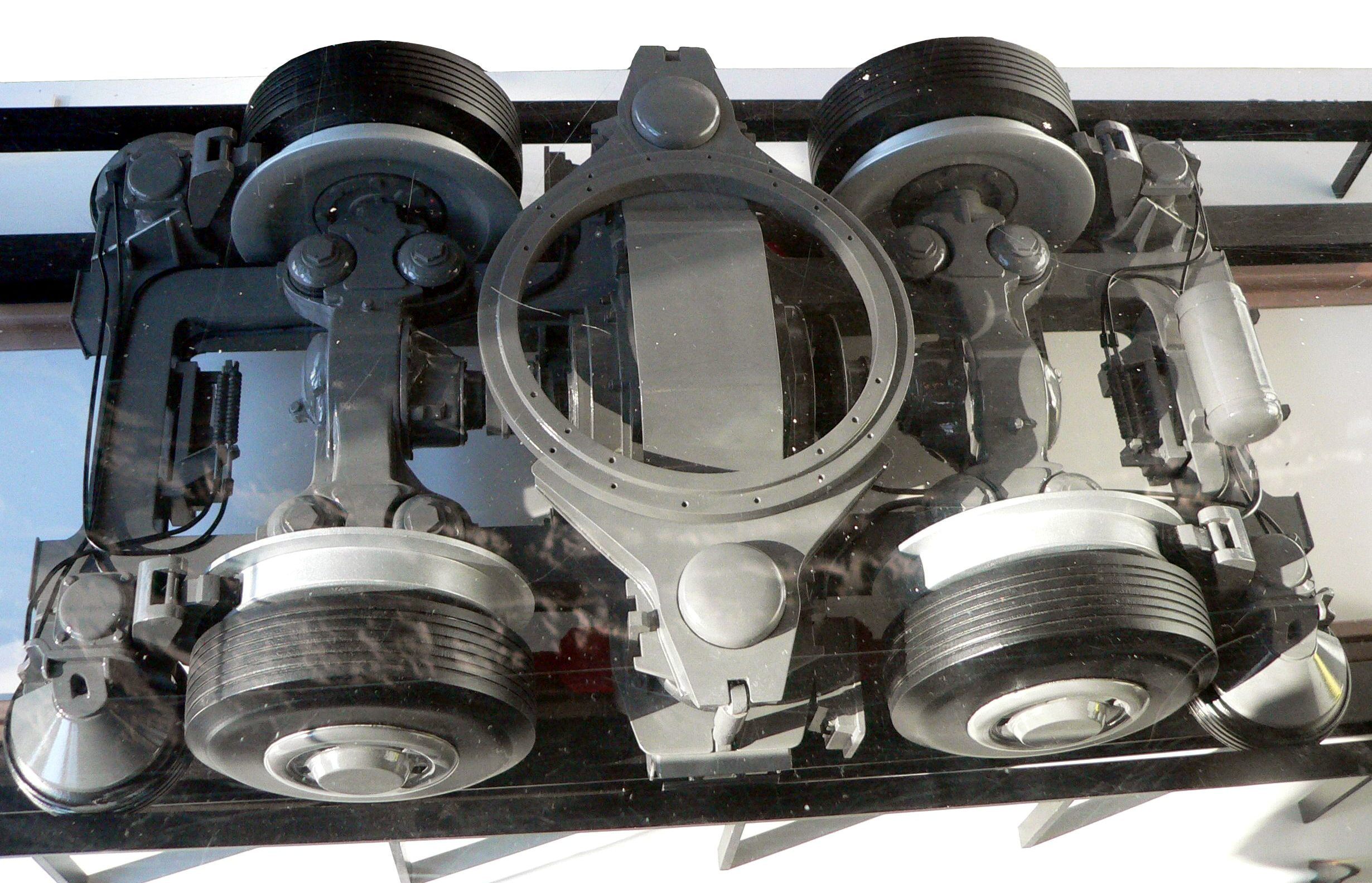
Hệ thống Bogie của một tàu MP 89 thuộc tuyến Paris Métro. Chân tiếp xúc được đặt giữa mỗi cặp bánh cao su.

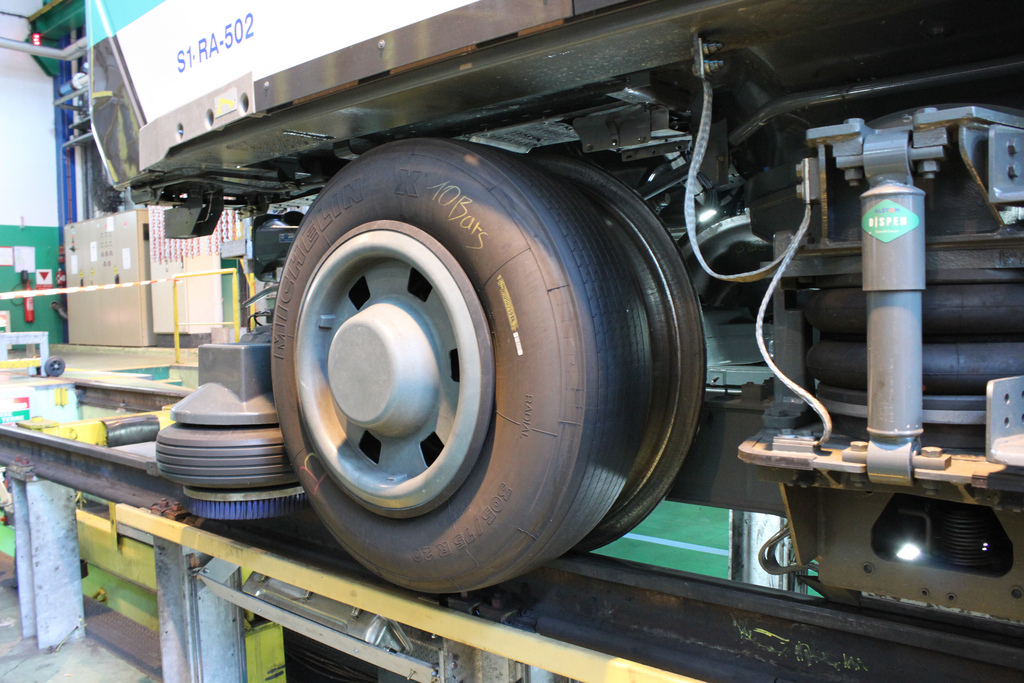
Bogie của tàu MP 05 có vành thép nằm trong lốp cao su, cùng với chân tiếp xúc dọc lấy điện.

Một vài tuyến trong hệ thống Paris Métro ở Pháp sử dụng hệ thống bốn ray. Các tàu điện sử dụng bánh cao su lăn trên một cặp đường lăn (roll ways) làm bởi thép chữ I (I-beam) và đôi khi là bê tông đúc sẵn. Vì lốp xe không dẫn điện, hai thành dẫn (guide bars) sẽ làm nhiệm vụ dẫn điện từ ray thứ 3 và ray thứ 4 có hiệu điện thế 750 V DC, vì vậy ít nhất về mặt nhận diện, nó là một hệ thống 4 ray. Mỗi bộ bánh của toa kéo sử dụng một động cơ kéo riêng. Một chân tiếp xúc sẽ lấy điện từ mặt đứng của mỗi thanh dẫn. Dòng điện âm được dẫn trở về từ mỗi toa bằng một chân tiếp xúc trượt phía trên các ray tàu thường. Hệ thống này thường rộng 1.435 mm (4 ft 8+1⁄2 in) đường sắt khổ tiêu chuẩn.

## Điện xoay chiều

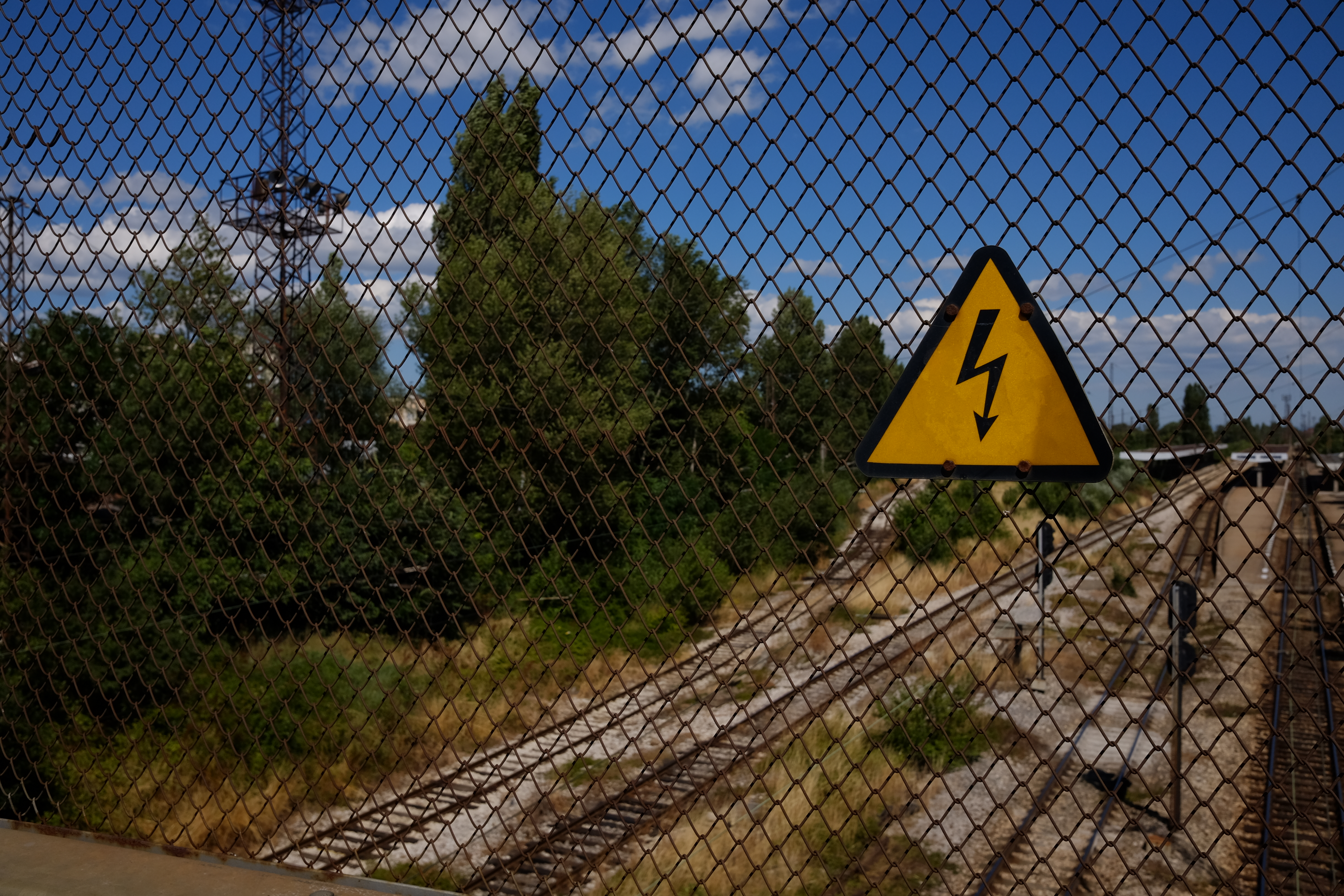
Hình ảnh một biển báo điện cao áp trên hệ thống điện khí hóa đường sắt

Đường sắt cũng giống như các thiết bị điện khác áp dụng điện xoay chiều để sử dụng được máy biến áp (thiết bị chỉ hoạt động với dòng xoay chiều), để có thể có hiệu điện thế lớn hơn.
Hiệu điện thế càng cao, cường độ dòng điện sẽ càng thấp xét trên cùng công suất, từ đó giảm được hao phí và chi phí đường dây, sử dụng được năng lượng từ nguồn với hiếu suất cao hơn điện một chiều.
Thường hệ thống sẽ dùng điện xoay chiều ở cao thế, do đó để đảm bảo an toàn, hệ thống dây điện trên cao là lựa chọn duy nhất, không bao giờ sử dụng hệ thống ray thứ ba. Bên trong đầu máy, một máy biến áp sẽ giảm điện áp xuống để sử dụng bởi các động cơ kéo và phụ tải.
Một lợi thế ban đầu của điện xoay chiều là loại bỏ được các biến trở gây lãng phí điện năng được sử dụng trong đầu máy điện một chiều để điều khiển tốc độ: tùy vào bố trí số vòng dây trên biến áp mà dòng điện đầu ra sẽ thay đổi dễ dàng. 
Các thành phần phụ như đèn, thiết bị điện bổ sung cũng được biến thế chuyển thành điện áp thấp để hoạt động bình thường. 
Gần đây, sự phát triển của chất bán dẫn cũng làm thay đổi mạnh mẽ các động cơ xoay chiều/một chiều truyền thống thay bằng các động cơ không đồng bộ ba pha cùng phương pháp điều khiển biến tần (variable frequency drive) để thay đổi tần số, điện áp điều khiển động cơ. 
Các bộ điều khiển này có thể chạy tốt với điện một chiều hoặc điện xoay chiều ở bất kỳ tần số nào, và nhiều đầu máy điện hiện đại được thiết kế để sử dụng các điện áp và tần số cung cấp khác nhau, đơn giản việc hoạt động xuyên vùng, lãnh thổ, nơi mà có hệ thống nguồn phát khác nhau.

### Điện xoay chiều tần số thấp

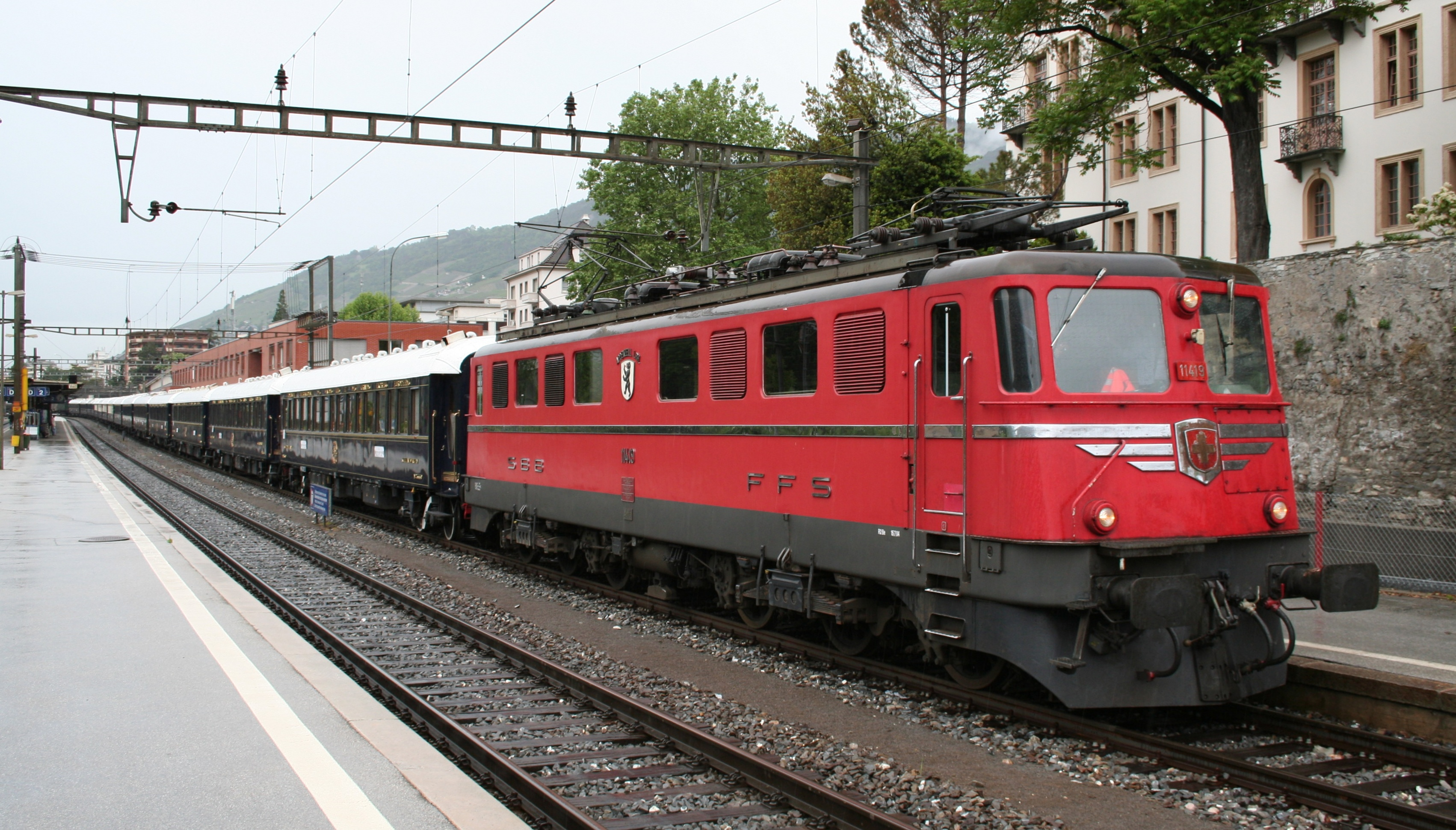
Hệ thống điện xoay chiều 15 kV 16.7 Hz được sử dụng tại Thụy Sĩ

Các động cơ điện một chiều cổ góp, được trang bị các lá cực nhiều lớp, trở thành động cơ vạn năng vì chúng cũng hoạt động được cả với điện xoay chiều; đảo chiều dòng điện trong cả stato và rôto không làm đảo ngược chiều quay động cơ. Tuy nhiên, dòng điện xoay chiều tiêu chuẩn có tần số 50 và 60 Hz gây ra vấn đề khó khăn, mất mát năng lượng do xay ra hiện tượng tự cảm và dòng điện Foucault, do đó nhiều tuyến đường sắt chọn dòng xoay chiều tần số thấp để hạn chế tình trạng này. 
Nó thường được chuyển đổi bằng các thiết bị như máy phát điện động cơ (motor-generator) hoặc biến tần tĩnh (static inverters) tại các trạm phát cung cấp điện cho tuyến đường sắt hoặc từ các traction powerstation.
Việc sản xuất những dòng xoay chiều này về sau trở nên không cần thiết do các chỉnh lưu trên đầu máy công suất cao có thể chuyển đổi điện xoay chiều bất kỳ tần số nào thành điện một chiều: đầu tiên là chỉnh lưu hồ quang thủy ngân (mercury-arc rectifier) và sau này là các chỉnh lưu bán dẫn. Một số tuyến đường sắt dùng điện xoay chiều được chuyển đổi sang dùng tần số điện lưới tiêu chuẩn, nhưng dòng xoay chiều tần số thấp vẫn được sử dụng rộng rãi do chi phí phát sinh đi kèm lớn nếu thay đổi.
5 quốc gia châu Âu là Đức, Áo, Thụy Sĩ, Na Uy và Thụy Điển, cùng nhau chuẩn hóa điện xoay chiều một pha 15 kV 16+2⁄3 Hz. Ngày 16 tháng 10 năm 1995, Đức, Áo và Thụy Sĩ chuyển từ 16+2⁄3 Hz sang 16.7 Hz (changed from 16+2⁄3 Hz to 16.7 Hz) và không còn chính xác bằng một phần ba tần số điện lưới. 
Điều này giải quyết các vấn đề quá nhiệt với bộ chuyển đổi quay được sử dụng để tạo ra một phần năng lượng này từ nguồn cung cấp lưới.
Các hệ thống đường dây trên cao sử dụng điện xoay chiều cao thế không phải là lựa chọn duy nhất cho các hệ thống đường sắt quốc gia sử dụng khổ ray tiêu chuẩn. Công ty đường sắt khổ hẹp Rhaetian Railway (RhB) và Matterhorn Gotthard Bahn (MGB) (đều của Thụy Sĩ) sử dụng điện lưới 11 kV 16.7 Hz. Thực tế đã chức minh rằng cả tàu điện 15 kV của Thụy Sĩ và Đức có thể hoạt động với điện thế thấp hơn. RhB đã bắt đầu thử nghiệm hệ thống điện 11 kV từ năm 1913 trên tuyến Engadin (St. Moritz-Scuol/Tarasp). MGB xây dựng tuyến Furka Oberalp Bahn (FO) và tuyến Brig-Visp-Zermatt Bahn (BVZ) được điện khí hóa vào năm 1941 và 1929.
Ở Hoa Kỳ, 25 Hz là một trong các tần số phổ dụng trong công nghiệp, nó được ứng dụng cho Amtrak's 25 Hz traction power system với điện thế 12 kV trên tuyến Northeast Corridor giữa Washington, D.C. và New York City và trên tuyến Keystone Corridor giữa Harrisburg, Pennsylvania và Philadelphia. SEPTA's 25 Hz traction power system cũng sử dụng điện thế 12 kV bằng hệ thống dây trên cao cho đông bắc Philadelphia. Điều này cho phép các tàu có thể cùng hoạt động trên cả 2 hệ thống Amtrak và SEPTA. Ngoại trừ việc có chung điện thế, hệ thống cấp năng lượng của Amtrak và SEPTA rất khác nhau. Hệ thống Amtrak có một mạng lưới truyền tải 138 kV để cấp năng lượng cho các trạm thứ cấp, nơi sẽ chuyển đổi thành điện 12 kV để cung cấp lên hệ thống dây trên cao. SEPTA sử dụng hệ thống tự chuyển đổi tỉ lệ 2:1, cấp điện cho dây trên cao ở điện áp 12 kV và dòng trở về có điện áp 24 kV. New York, New Haven and Hartford Railroad trước đây sử dụng một hệ thống 11 kV nối New York City và New Haven, Connecticut, được chuyển đổi thành 12.5 kV 60 Hz sau này vào năm 1987.
Ở Liên hiệp Anh, London, Brighton and South Coast Railway tiên phong trong việc điện khí hóa trên các tuyến ngoại ô London, từ London Bridge tới Victoria được khai thác vào ngày 1 tháng 12 năm 1909. Từ Victoria tới Crystal Palace thông qua Balham và West Norwood được mở vào tháng 5, 1911. Peckham Rye tới West Norwood được mở vào tháng 6, 1912. Phần mở rộng không được tiến hành do xảy ra Chiến tranh thế giới thứ nhất. Hai tuyến được mở và năm 1925 bởi Southern Railway qua Coulsdon North và Sutton railway station. Tuyến này được điện khí hóa 6.7 kV 25 Hz, và được thông báo vào năm 1926 rằng tất cả các tuyến đã được chuyển đổi thành điện một chiều ray thứ ba và hệ thống dây trên cao cuối cùng sẽ vào tháng 9, 1929.

### Hệ thống điện xoay chiều nhiều pha

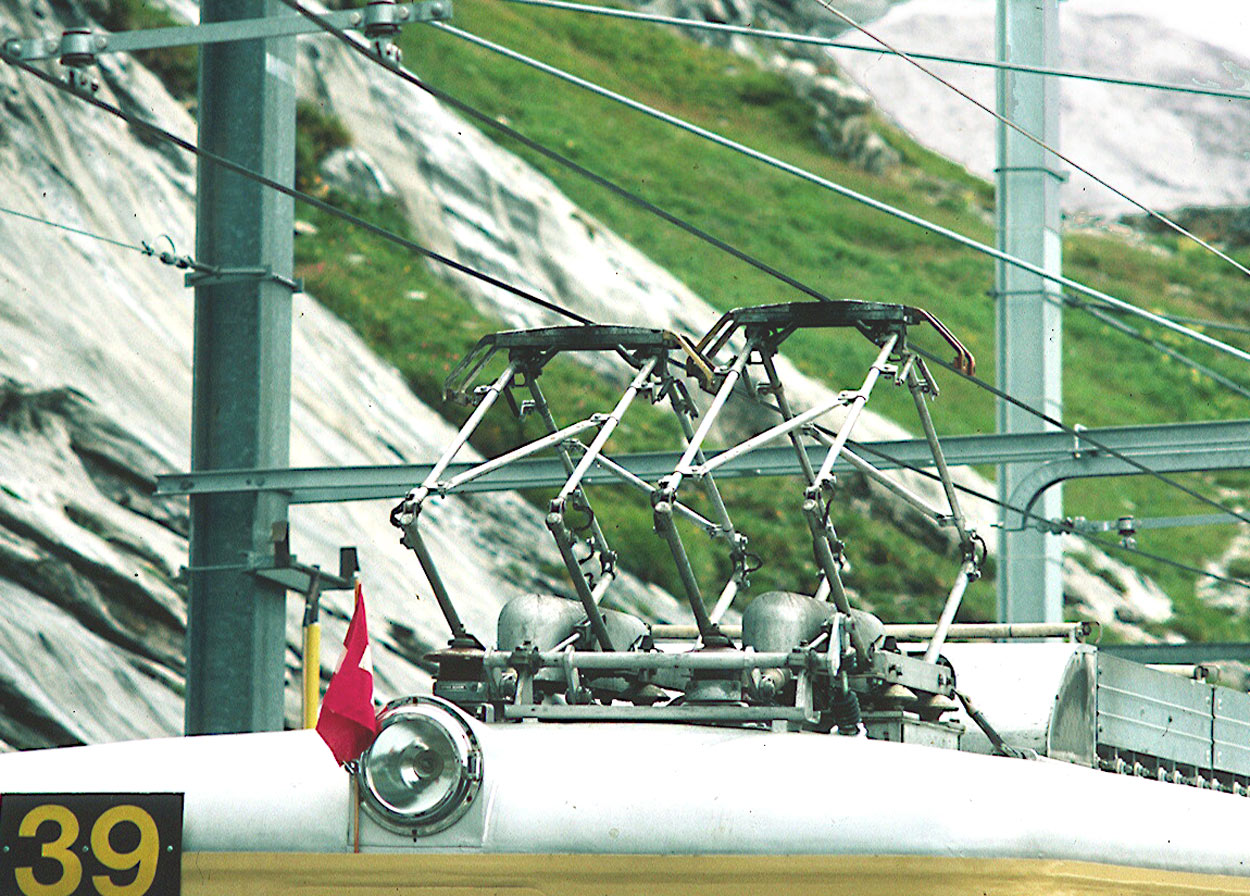
Que tiếp xúc dạng đôi để sử dụng cho hệ thống điện 3 pha trên Tuyến Jungfraubahn, Thụy Sĩ

Three-phase AC railway electrification được sử dụng ở Ý, Thụy Sĩ và Hoa Kỳ vào những năm đầu thế kỷ XX. Ý là quốc gia sử dụng nhiều nhất trong số này, cho các tuyến vùng núi phía Bắc ở Ý từ năm 1901 cho tới năm 1976. Những tuyến đầu tiên dạng này là Tuyến Burgdorf-Thun (1899) ở Thụy Sĩ, và các tuyến trong hệ thống Ferrovia della Valtellina từ Colico tới Chiavenna và Tirano ở Ý, được điện khí hóa trong các năm 1901 và 1902. Các tuyến còn lại mà sử dụng điện xoay chiều ba pha nằm ở Simplon Tunnel ở Thụy Sĩ từ năm 1906 tới năm 1930, và Cascade Tunnel của công ty Great Northern Railway ở Hoa Kỳ từ năm 1909 tới năm 1927.
Các hệ thống ban đầu này sử dụng tần số thấp (16+2⁄3 Hz), và điện áp tương đối thấp (3.000 hoặc 3.600 V) khi so sánh với các loại dòng xoay chiều sau này. Hệ thống cung cấp phanh tái sinh và nằng lượng được trả lại mạng lưới, vì vậy nó đặc biệt thích hợp cho đường sắt trên núi.
Các hệ thống ba pha có nhược điểm nghiêm trọng là yêu cầu ít nhất hai dây dẫn trên cao riêng biệt cộng với đường sắt đóng vai trò là dây âm. Các đầu máy hoạt động ở một, hai hoặc bốn tốc độ không đổi. Đa phần các đầu máy hiện đại chấp nhận đa tần số cũng có thể có phanh tái sinh và không bị giới hạn một tốc độ cố định.
Hệ thống này vẫn được sử dụng trên bốn tuyến đường sắt trên núi, sử dụng điện áp từ 725 V tới 3000 V tần số 50 Hz hoặc 60 Hz là: Corcovado Rack Railway ở Rio de Janeiro, Brazil, Jungfraubahn và Gornergratbahn ở Thụy Sĩ, Petit train de la Rhune ở Pháp.

### Điện xoay chiều tần số chuẩn

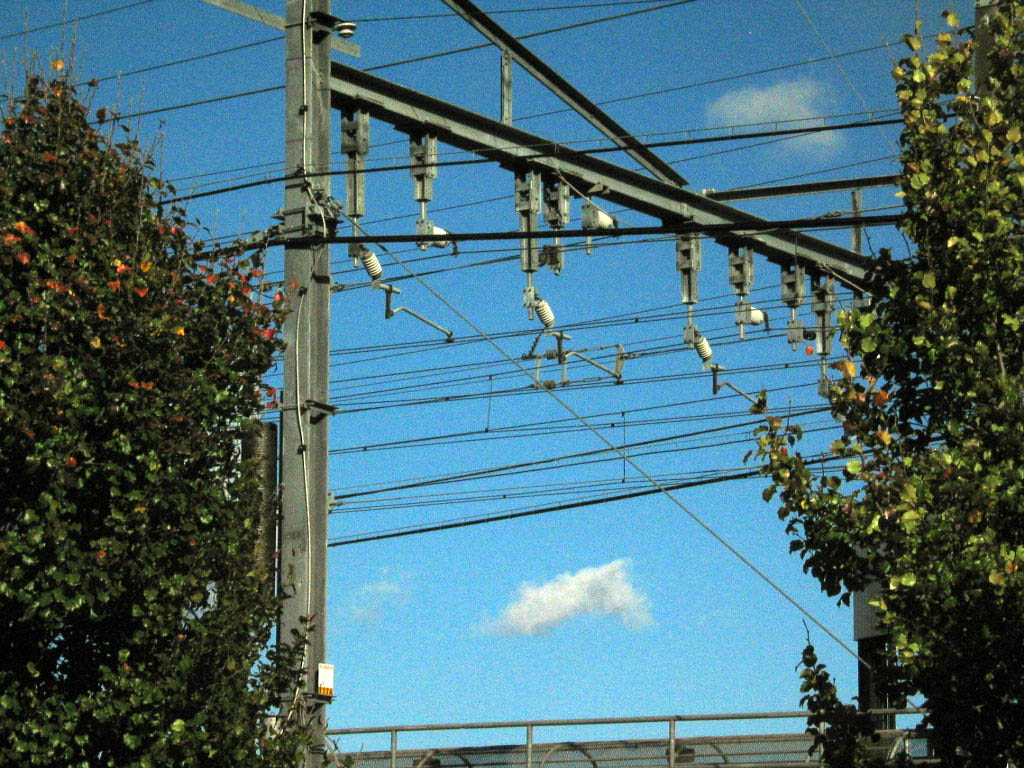
Góc nhìn cận cảnh về hệ thống đường điện trên cao Northeast Corridor, Mỹ

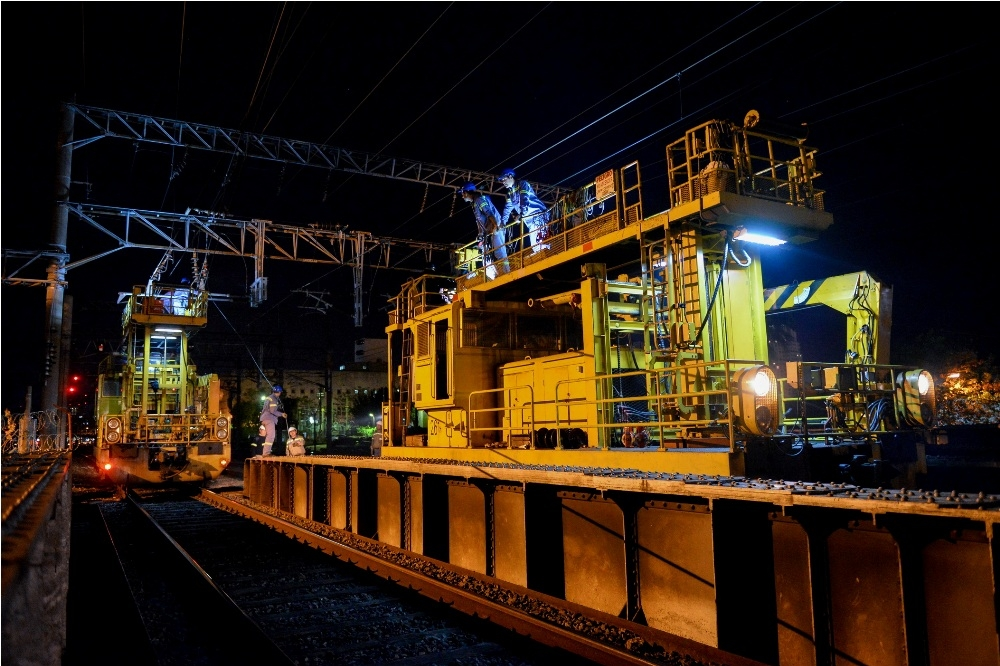
Các phụ tùng điện khí trên tuyến Roca Line ở Buenos Aires sử dụng điện khí hóa đường sắt 25 kV.

Chỉ trong những năm 1950 sau khi phát triển ở Pháp (20 kV; sau đó là 25 kV) và của Đường sắt Liên Xô (25 kV) hệ thống dòng điện xoay chiều một pha tần số tiêu chuẩn đã trở nên phổ biến, mặc cho sự đơn giản của các hệ thống cung cấp điện đường sắt hiện có.
Những nỗ lực đầu tiên để sử dụng điện xoay chiều một pha tần số tiêu chuẩn đã được thực hiện tại Hungary bởi một người Hungary là Kálmán Kandó trên tuyến đường nối liền Budapest với Nyugati và Alag, sử dụng điện áp 16 kV 50 Hz. Đầu máy có gắn một bộ chuyển pha xoay chiều bốn cực cấp điện cho một động cơ duy nhất loại cảm ứng đa pha từ 600 tới 1.100 V. Số lượng các cực trên động cơ 2.500 mã lực có thể được thay đổi sử dụng vòng trượt để chạy ở một trong bốn tốc độ đồng bộ. Thử nghiệm được thực hiện thành công, từ năm 1932 cho tới những năm 1960, Các tàu chạy trên tuyến Budapest-Hegyeshalom (hướng về Vienna) sử dụng thường xuyên cùng một hệ thống. Vài thập kỷ sau Thế chiến thứ hai, điện áp 16 kV được thay đổi ở Nga và sau này là Pháp sang 25 kV.
Ngày nay, một vài đầu máy trong các hệ thống này vẫn sử dụng biến áp và chỉnh lưu để cung cấp điện áp thấp được điều chỉnh độ rộng xung để vào các động cơ. Tốc độ được kiểm soát bằng cách chuyển các vòi tròn (winding taps) trên biến áp. Các đầu máy mới hơn dùng thyristor hoặc mạch IGBT để tạo ra dòng xoay chiều chopped hoặc thậm chí là đa tần sau đó được cung cấp cho động cơ điện xoay chiều cảm ứng.
Hệ thống này khá kinh tế nhưng nó có nhược điểm: các pha của hệ thống điện bên ngoài được tải không đều và có nhiễu điện từ (electromagnetic interference) cũng như nhiễu âm đáng kể được tạo ra.
Danh sách các hệ thống, quốc gia đang sử dụng hệ thống xoay chiều 25 kV một pha tần số 50 Hz có thể tìm thấy ở bài chi tiết Danh sách các hệ thống điện khí hóa đường sắt. Cũng có một số tuyến sử dụng điện 50 kV (60 Hz) là các tuyến cô lập chủ yếu để kéo than hoặc quặng ở Hoa Kỳ và Canada. Tuyến đầu tiên sử dụng điện 50 kV (từ 1973) làBlack Mesa and Lake Powell Railroad. Ở Nam Phi, tuyến Sishen–Saldanha railway line dùng để chở quặng sắt cũng vận hành dùng điện 50 kV (50 Hz).
Ở Hoa Kỳ chủ yếu sử dụng điện 12,5 and 25 kV ở tần số 25 Hz hoặc 60 Hz. Điện xoay chiều 25 kV, 60 Hz được ưa chuộng cho các tuyến đường sắt cao tốc và đường dài mới, ngay cả khi phải sử dụng một hệ thống điện khác cho các đoàn tàu hiện có.
Để tránh các nguy cơ bị lệch pha nguồn, các đoạn dây cấp điện từ các trạm cấp điện khác nhau phải được cách điện nghiêm ngặt. Điều đạt được nhờ các Phần Trung Lập "Neutral Sections" (cũng có tên khác là Phase Breaks), thường được lắp đặt ở điểm giữa của 2 trạm cấp điện bất kỳ. Vào thời điểm thông thường, chỉ một trong hai nửa của bộ phận này có điện, phần còn lại nhằm cho phép một trạm cấp điện có thể dừng hoạt động và dòng điện được cấp từ các trạm cấp khác liền kề. Phần Trung Lập thường bao gồm một phần dây nối đất được ngăn cách với dây dẫn điện ở hai bên bằng vật liệu cách điện, thường là trụ sứ cách điện, và thiết kế sao cho que lấy điện di chuyển từ phần này sang phần khác của dây cấp điện một cách dễ dàng. Phần nốt đất ngăn ngừa phóng điện hồ quang giữa các dây dẫn với nhau, vì sự chênh lệch điện áp có thể cao hơn bình thường, đồng thời nếu các dây dẫn điện có pha khác nhau và bộ ngắt mạch bảo vệ không hoạt động, lúc đó một dòng điện đáng kể sẽ phóng qua. Để ngăn ngừa nguy cơ hồ quang phóng qua đoạn dây này với đất, khi đi qua đoạn có Phần Trung Lập, đoàn tàu phải về more (để số về 0 hoặc N và chạy theo quán tính) và phải mở cầu dao ngắt. Cũng có thể trong nhiều trường hợp, điều này được thực hiện thủ công bởi lái tàu. Để trợ giúp cho họ, thường sẽ có một biển cảnh báo có Phần Trung Lập phía trước và khoảng cách tới đó là bao nhiêu. Sau khi qua đoạn trung lập cũng sẽ có biển nhắc lái tàu đóng lại cầu dao. Ở Anh, có một hệ thống tự động mở và đóng mạch kiểu này tên là Automatic Power Control (APC), sử dụng nhiều nam châm vĩnh cửu dọc theo đường ray báo hiệu cho một thiết bị phát hiện gắn trên các tàu. Lái tàu chỉ cần làm việc còn lại là về more chạy quán tính cho đến khi gặp biển thông báo tiếp theo.
Ở Pháp, các tuyến đường sắt cao tốc, tuyến liên kết Anh High Speed 1 Đường hầm eo biển Manche và trong Đường hầm eo biển Manche, các Phần Trung Lập này hoạt động tự động.
Ở Nhật Bản, các tuyến Shinkansen có các chuyển mạch mặt đất thay vì các Phần Trung Lập như trên. Các đoạn cảm biến được có tàu đang chạy trong đó và tự động thay đổi nguồn cấp trong khoản 0,3 giây, giúp loại bỏ sự cần thiết phải tắt nguồn bất cứ thời điểm nào.

## Hệ thống không cần bộ phận tiếp xúc
Việc cung cấp năng lượng cho tàu không cần tiếp xúc có thể làm được nhờ công nghệ (ghép điện từ) (inductive coupling). Điều này cho phép sử dụng đường ray dẫn cao thế, cách điện. Như một hệ thống được đã được cấp bằng sáng chế vào năm 1894 cho Nikola Tesla, Bằng sáng chế Hoa Kỳ số 514.972. Nó yêu cầu phải sử dụng dòng xoay chiều cao tần. Tesla không chỉ định một tần số cụ thể nhưng George Trinkaus đã đưa ra gợi ý 1.000 Hz là tần số phù hợp.
Ghép điện từ được sử dụng rộng rãi trong các đồ điện sinh hoạt như các loại bản chải đánh răng điện sạc lại được nhiều lần và gần đây là các điện thoại di động và thiết bị có thể đeo, sạc không dây. Công nghệ không dây cho đường sắt hiện đang được tiếp thị bởi Bombardier với sản phẩm PRIMOVE.

## Hiệu năng

### Điện so với Diesel

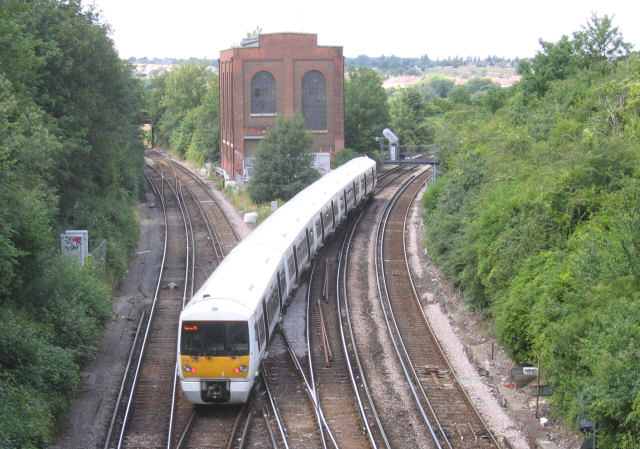
An early rail electrification substation at Dartford in England, UK

Tàu điện không phải chịu các tải trọng hao phí của động cơ, bộ truyền tải cơ năng và nhiên liệu tuy nhiên cũng bù vào tải trọng các thiết bị điện trên tàu.
Phanh tái sinh tạo ngược lại dòng điện lên mạng lưới để có thể dùng được vào mục đích khác. Điều này đặc biệt hữu ích khi ở các vùng núi, các tàu điện khi đổ đèo sẽ tận dụng được thế năng lớn để tạo thành điện năng, tránh hao phí.
Các trạm cấp điện tập trung thực tế sẽ có hiệu suất cao hơn các đầu máy di động gắn trên từng tàu diesel thông thường. Trong điều kiện làm việc thông thường, hiệu suất động cơ điện và diesel khá ngang nhau, tuy nhiên động cơ diesel có hiệu suất thấp khi không cần hoặc cần ít lực đẩy (khi chạy đà hoặc khi dừng đỗ ngắn hạn) trong khi với động cơ điện, nó có thể dễ dàng hạ hoặc dừng động cơ (chỉ chạy đà) để tiết kiệm năng lượng, và do đó tăng hiệu suất. Đương nhiên, các tàu điện vẫn phải duy trì các thiết bị làm mát trong lúc đó (cũng tiêu tốn năng lượng, nhưng ít hơn nhiều so với công suất động cơ thông thường)
Các động cơ sử dụng nhiên liệu hóa thạch kích thước lớn thường có hiệu suất cao, và cũng có thể tận dụng để sưởi ấm hoặc làm lạnh không khí trên tàu.
Khi sử dụng điện, có thể dùng các nguồn năng lượng vốn không phù hợp cho mục đích di động, chẳng hạn như năng lượng hạt nhân, năng lượng tái tao như thủy điện, điện gió. Theo thống kê dự trữ năng lượng được chấp nhận rộng rãi toàn cầu, trữ lượng nhiên liệu lỏng ít hơn nhiều so với khí đốt và than đá (tương ứng là 42, 167 và 416 năm). Hầu hết các quốc gia có mạng lưới đường sắt lớn không có trữ lượng dầu đáng kể, như Mỹ và Anh, đã cạn kiệt phần lớn trữ lượng và sản lượng dầu sụt giảm trong nhiều thập kỷ. Do đó, những nước này cũng có một động lực kinh tế mạnh mẽ để thay thế các nhiên liệu khác ngoài dầu. Điện khí hóa đường sắt thường được coi là một con đường quan trọng để hướng tới việc cái cách lại mô hình tiêu dùng. Tuy nhiên, không có nghiên cứu đáng tin cậy, được đánh giá ngang hàng nào có sẵn, mặc dù có những nghiên cứu chưa được dịch của Liên Xô từ những năm 1980.

### Điện xoay chiều với điện một chiều
Các hệ thống điện khí hóa hiện đại lấy năng lượng xoay chiều từ lưới điện được đưa đến đầu máy và chuyển đổi thành điện áp một chiều để sử dụng cho động cơ kéo. Các động cơ này có thể là động cơ một chiều sử dụng trực tiếp điện một chiều hoặc chúng có thể là động cơ xoay chiều 3 pha cần bộ chuyển đổi từ một chiều sang xoay chiều 3 pha (sử dụng điện tử công suất). Do đó cả hai hệ thống đều phải đối mặt với cùng một nhiệm vụ: chuyển đổi và vận chuyển điện xoay chiều cao áp từ lưới điện sang điện một chiều hạ áp trong đầu máy. Sự khác biệt giữa hệ thống tàu chạy điện xoay chiều và một chiều nằm ở chỗ điện xoay chiều được chuyển đổi thành điện một chiều: tại các trạm biến áp hoặc trên tàu. Hiệu quả năng lượng và chi phí cơ sở hạ tầng xác định sẽ quyết định loại nào trong số này được sử dụng, mặc dù điều này thường được cố định do các hệ thống điện khí hóa đã có từ trước. Cả quá trình truyền và chuyển đổi năng lượng điện đều liên quan đến tổn thất: tổn thất trong dây dẫn và thiết bị điện tử công suất, tổn thất từ trường trong máy biến áp và làm trơn cuộn kháng (cuộn cảm). Việc chuyển đổi nguồn cho hệ thống một chiều chủ yếu diễn ra trong một trạm biến áp đường sắt nơi có thể sử dụng các thiết bị lớn, nặng và hiệu quả hơn so với hệ thống xoay chiều, nơi chuyển đổi diễn ra trong đầu máy có không gian bị hạn chế và tổn thất cao hơn đáng kể. Ngoài ra, năng lượng được sử dụng để thổi không khí làm mát máy biến áp, thiết bị điện tử công suất (bao gồm cả bộ chỉnh lưu) và phần cứng chuyển đổi khác phải được tính đến.

## So sánh với đầu kéo Diesel

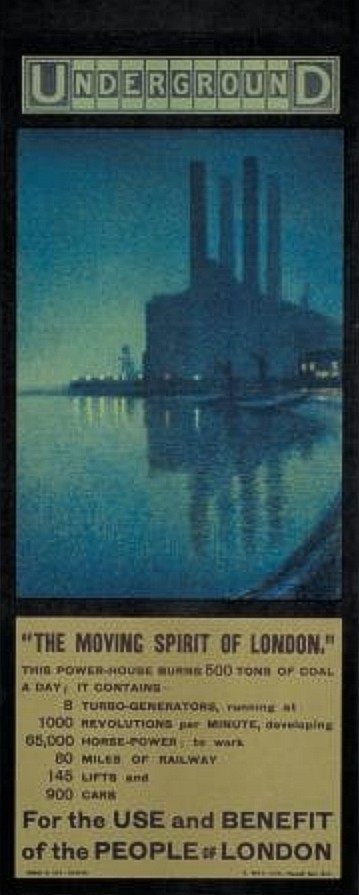
Lots Road Power Station in a poster from 1910. This private power station, used by London Underground, gave London trains and trams a power supply independent from the main power network.

Đầu máy chạy điện có thể dễ dàng được chế tạo để tạo sản lượng điện lớn hơn hầu hết các đầu máy diesel. Đối với hoạt động chở khách, có thể cung cấp đủ công suất bằng động cơ diesel nhưng ở tốc độ cao hơn, điều này tốn kém và không thực tế. Do đó, hầu hết tất cả các tàu cao tốc đều chạy bằng điện. Công suất lớn của đầu máy điện cũng mang lại cho chúng khả năng kéo hàng hóa với tốc độ cao hơn khi lên dốc; trong điều kiện giao thông hỗn hợp, điều này làm tăng sức chứa hàng hóa và thời gian giữa các chuyến tàu có thể giảm xuống. Công suất cao hơn của đầu máy điện và điện khí hóa cũng có thể là một giải pháp thay thế rẻ hơn cho một tuyến đường sắt mới và ít dốc hơn nếu trọng lượng đoàn tàu được tăng lên.
Mặt khác, điện khí hóa có thể không phù hợp với các tuyến có tần suất giao thông thấp, vì chi phí chạy tàu thấp hơn có thể bị ảnh hưởng bởi chi phí cao của cơ sở hạ tầng điện khí hóa. Do đó, hầu hết các tuyến đường dài ở các nước đang phát triển hoặc dân cư thưa thớt đều không sử dụng điện do tần suất tàu chạy tương đối thấp.
Chi phí bảo trì toàn tuyến có thể tăng lên do điện khí hóa, nhưng nhiều hệ thống đường sắt lại tốn ít chi phí hơn do giảm hao mòn đầu máy ít hơn tàu diesel. Ngoài ra cũng cần một số chi phí bảo trì bổ sung liên quan đến thiết bị điện khác ngoài đường sắt, chẳng hạn như các trạm phụ nguồn và thiết bị điện hỗ trợ, nhưng nếu có lưu lượng hành khách sử dụng lớn có thể bù đắp đáng kể cho phí bảo dưỡng và vận hành động cơ cho chi phí bảo trì này.
Network effects are a large factor with electrification. When converting lines to electric, the connections with other lines must be considered. Some electrifications have subsequently been removed because of the through traffic to non-electrified lines. If through traffic is to have any benefit, time consuming engine switches must occur to make such connections or expensive dual mode engines must be used. This is mostly an issue for long distance trips, but many lines come to be dominated by through traffic from long-haul freight trains (usually running coal, ore, or containers to or from ports). In theory, these trains could enjoy dramatic savings through electrification, but it can be too costly to extend electrification to isolated areas, and unless an entire network is electrified, companies often find that they need to continue use of diesel trains even if sections are electrified. The increasing demand for container traffic which is more efficient when utilizing the double-stack car also has network effect issues with existing electrifications due to insufficient clearance of overhead electrical lines for these trains, but electrification can be built or modified to have sufficient clearance, at additional cost.
Additionally, there are issues of connections between different electrical services, particularly connecting intercity lines with sections electrified for commuter traffic, but also between commuter lines built to different standards. This can cause electrification of certain connections to be very expensive simply because of the implications on the sections it is connecting. Many lines have come to be overlaid with multiple electrification standards for different trains to avoid having to replace the existing rolling stock on those lines. Obviously, this requires that the economics of a particular connection must be more compelling and this has prevented complete electrification of many lines. In a few cases, there are diesel trains running along completely electrified routes and this can be due to incompatibility of electrification standards along the route.
A problem specifically related to electrified lines are gaps in the electrification. Electric vehicles, especially locomotives, lose power when traversing gaps in the supply, such as phase change gaps in overhead systems, and gaps over points in third rail systems. These become a nuisance, if the locomotive stops with its collector on a dead gap, in which case there is no power to restart. Power gaps can be overcome by on-board batteries or motor-flywheel-generator systems.
In 2014, progress is being made in the use of large capacitors to power electric vehicles between stations, and so avoid the need for overhead wires between those stations.

### Ưu điểm
- Không thải khí thải gây ảnh hưởng đến hành khách, ô nhiễm môi trường
- Chi phí xây dựng, vận hành và bảo trì đầu máy và các toa động lực phân tán thấp hơn
- Tỷ lệ công suất trên trọng lượng cao hơn (không có bình nhiên liệu trên tàu), dẫn đến:
  - Cần ít đầu máy hơn
  - Tăng tốc nhanh hơn
  - Giới hạn lực đẩy cao hơn
  - Giới hạn tốc độ cao hơn
- Ít gây ồn hơn
- Tăng tốc nhanh hơn sẽ dọn đường nhanh hơn để chạy nhiều tàu hơn trên đường ray dùng chung trong hệ thống đường sắt đô thị
- Giảm tổn thất năng lượng khi vận hành ở nơi có độ cao lớn (về tổn thất năng lượng, xem Động cơ Diesel)
- Độc lập về chi phí vận hành khi giá nhiên liệu biến động
- Sử dụng được trong các ga ngầm nơi mà tàu diesel không thể hoạt động vì lý do an toàn
- Giảm ô nhiễm môi trường, đặc biệt là ở các khu vực đô thị đông dân, ngay cả khi điện được sản xuất bằng nhiên liệu hóa thạch
- Dễ dàng thu hồi năng lượng từ các phanh động năng nhờ sử dụng các tụ điện
- Trải nghiệm thoải mái hơn trên tàu do không có không có động cơ diesel dưới sàn
- Hiệu quả năng lượng cao hơn [25] nhờ sử dụng phanh tái sinh và ít hao phí khi tàu ở chế độ "tạm dừng"
- Nguồn năng lượng sơ cấp linh hoạt hơn: có thể sử dụng than, hạt nhân, thủy điện hoặc gió làm nguồn năng lượng chính thay vì dầu

### Nhược điểm

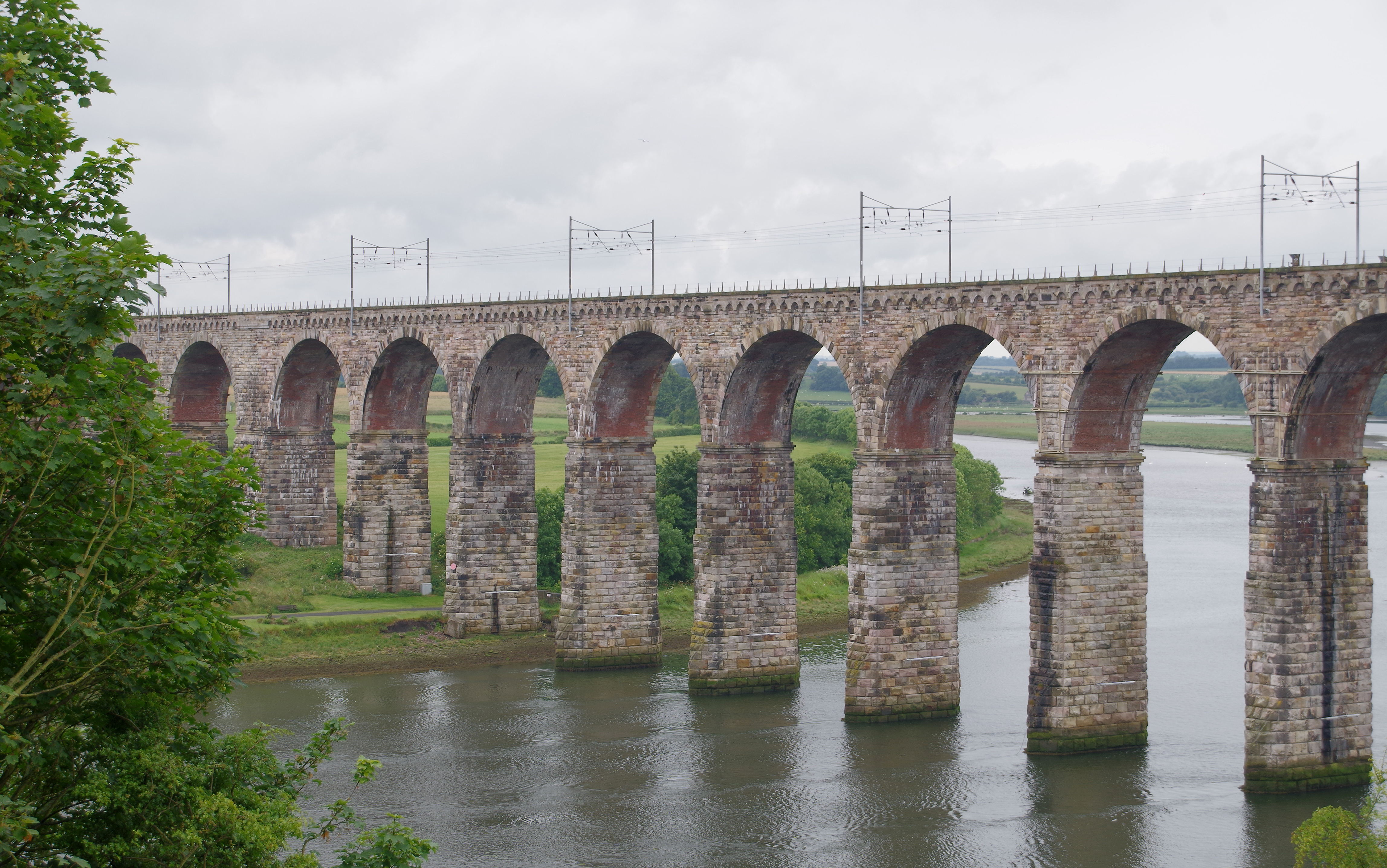
The Royal Border Bridge in Anh, a protected monument. Adding electric catenary to older structures may be an expensive cost of electrification projects

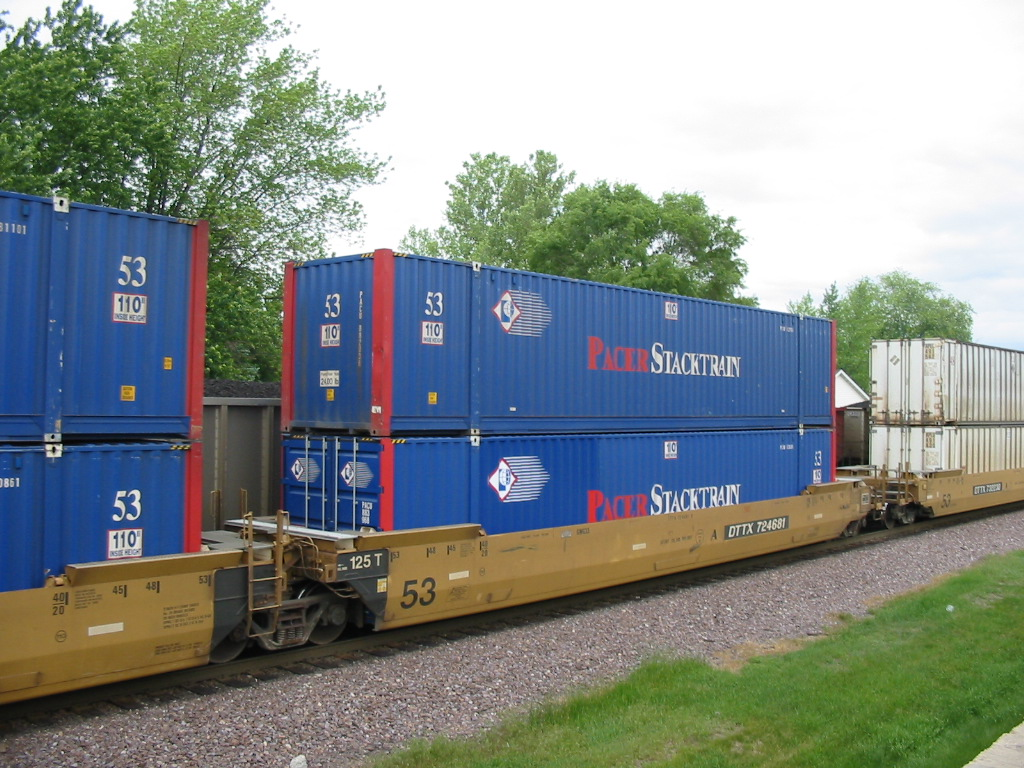
Most overhead electrifications do not allow sufficient clearance for a double-stack car.

- Chi phí điện khí hóa: đòi hỏi phải xây dựng toàn bộ cơ sở hạ tầng mới chung quanh các tuyến đường sắt hiện có với chi phí đáng kể. Chi phí đặc biệt tăng cao khi đi qua đường hầm, cầu hay các vật cản khác phải được làm thông thoáng để dành chỗ cho thiết bị điện. Khía cạnh khác khiến điện khí hóa cũng làm tăng giá thành là các thay đổi hoặc nâng cấp hệ thống tín hiệu đường sắt để phục vụ các tính chất giao thông mới và để bảo vệ các mạch tín hiệu và mạch đường sắt từ các tác động bên ngoài. Điện khí hóa đôi khi yêu cầu đóng đường dây trong khi thiết bị mới đang được cài đặt.
- Cân bằng tải cho hệ thống điện lưới: điện khí hóa đường sắt yêu cầu một nguồn cung điện lớn và ổn định, nhiều trường hợp bắt buộc cần tăng sản lượng so với hiện tại. Tuy nhiên, một tuyến đường sắt có thể được điện khí hóa theo cách có một mạng điện khép kín và độc lập, có nguồn điện dự phòng và nguồn điện dự phòng sẽ được sử dụng nếu lưới điện quốc gia hoặc vùng bị ngừng hoạt động.
- Cảm quan: cấu trúc đường dây trên cao và hệ thống cáp có thể có tác động cảnh quan đáng kể so với không điện khí hóa hoặc hệ thống ray thứ ba chỉ có các đường ray nằm thấp so với mặt đất.
- Mong manh, dễ bị tổn hại: hệ thống điện khí hóa trên cao có thể bị gián đoạn nghiêm trọng do các lỗi cơ học nhỏ hoặc do ảnh hưởng của gió lớn làm cho que lấy điện của tàu di chuyển bị vướng vào dây, xé tách dây điện từ các giá đỡ của chúng. Thiệt hại thường không giới hạn ở việc dừng cấp điện cho tuyến đó, mà còn thường ảnh hưởng tới các tuyến, chiều ngược lại liền kề, làm cho toàn bộ tuyến bị ách tắc trong một thời gian đáng kể. Hệ thống ray thứ ba có thể bị gián đoạn trong thời tiết lạnh do băng hình thành trên đường ray dẫn điện.[26]
- Trộm cắp: Do các thiết bị đường sắt có giá trị cao như đồng, các bộ phần điện không được bảo vệ... nên dễ bị các đối tượng ăn cắp bán phế liệu.[27] Các vụ trộm cắp với đường điện 25 kV đang hoạt động có thể gây nguy hại, điện giật chết người đối với các đối tượng trộm cắp.[28] Ở Anh, trộm cắp cáp điện được tuyên bố là một trong những nguyên nhân gây trì hoãn và gián đoạn lớn nhất đối với các dịch vụ đường sắt — mặc dù điều này thường liên quan đến các cáp tín hiệu, vấn đề xảy ra không kém đối với các tuyến diesel.[29]
- Con người có thể leo lên những toa tàu đang hoạt động khiến bị thương nặng hoặc thiệt mạng quá gần đường dây điện trên cao.[30][31]
- Chim có thể đậu trên các bộ phận dẫn điện khác nhau và động vật cũng có thể chạm vào hệ thống điện khí hóa. Các động vật săn mồi lấy các động vật điện giật rơi xuống đất cũng là nguy hiểm tiềm tàng.[32]
- Trong hầu hết các mạng lưới đường sắt trên thế giới, yêu cầu khoảng không trống ở phía trên của hệ thống đường điện trên cao làm cho nó không thể áp dụng hình thức vận tải container xếp chồng.

## Điện khí hóa đường sắt trên thế giới
Vào năm 2006, 240.000 km (150.000 mi) (25% chiều dài) của toàn bộ mạng lưới đường sắt và 50% tổng số chuyến đường sắt trên Thế giới được điện khí hóa.
Năm 2012, tính theo số km đã được điện khí hóa, Trung Quốc đã vượt qua Nga để trở thành nơi đầu tiên trên thế giới có hơn 48.000 km (30.000 mi) đường sắt điện khí hóa. Theo sau Trung Quốc là Nga 43.300 km (26.900 mi), Ấn Độ 30.012 km (18.649 mi), Đức 21.000 km (13.000 mi), Nhật Bản 17.000 km (11.000 mi), và Pháp 15.200 km (9.400 mi).

## Đảo Diesel
"Đảo diesel" nhằm chỉ tới một đoạn tương đối ngắn không được điện khí hóa giữa các đoạn được điện khí hóa trong hệ thống đường sắt. Chúng được gọi là "đảo" bởi vì nói chung những khu vực này chỉ sử dụng được các tàu chạy bằng diesel thông thường. Các đoạn như vậy gây bất lợi về mặt vận hành, bởi vì các đoàn tàu điện đi từ khu vực chung quanh không thể chạy qua đoạn này.